# Pianura alluvionale

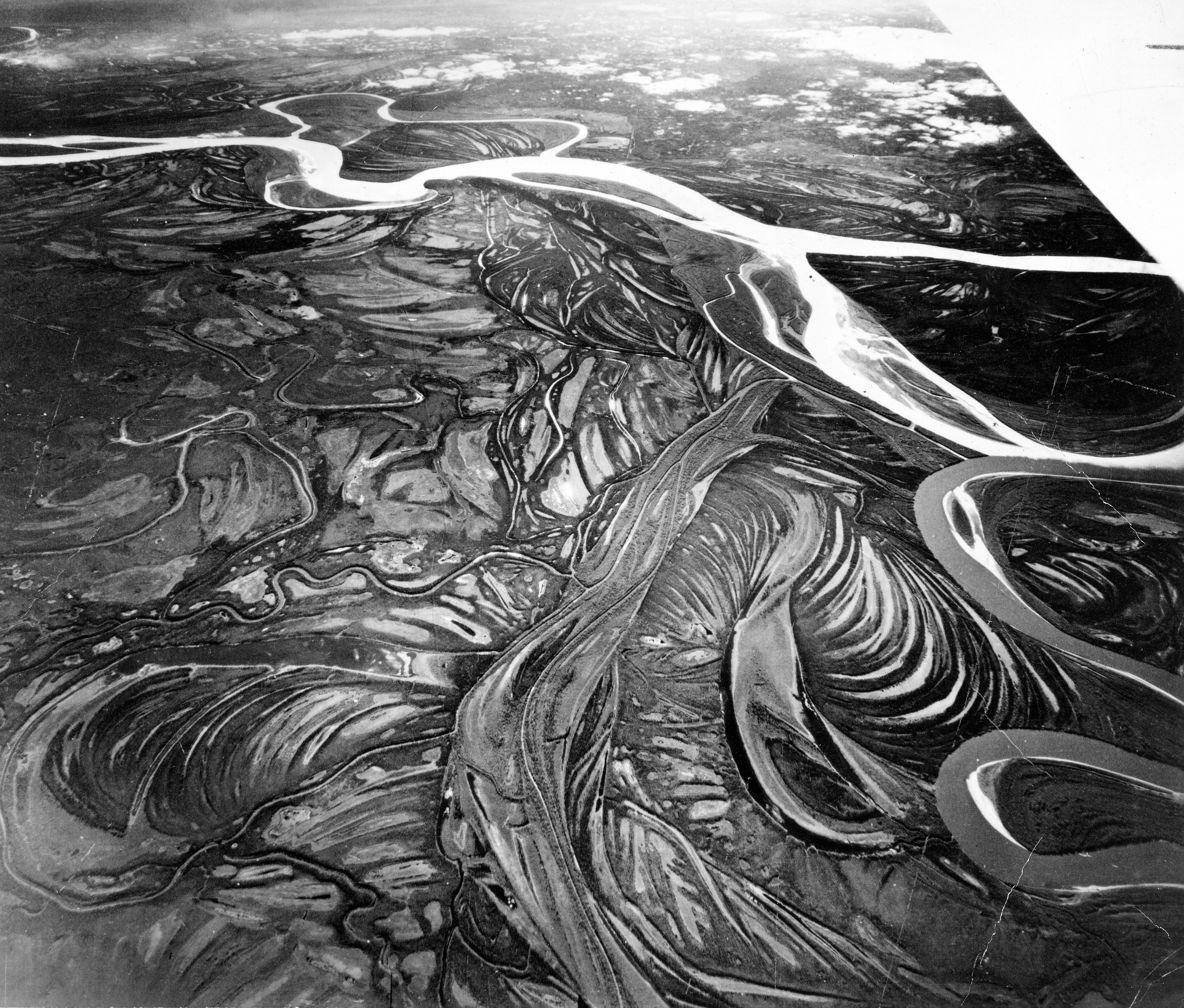
Piana alluvionale in Alaska. Per l'assenza di vegetazione dovuta al clima freddo è perfettamente visibile un ampio campionario degli elementi morfologici e delle strutture sedimentarie tipici di questo ambiente.

La pianura alluvionale (o piana alluvionale) è un ambiente sedimentario in cui la sedimentazione è controllata dalle correnti fluviali. Le pianure alluvionali si sviluppano in valli e bacini intra-continentali, e sono costituite da sedimenti clastici, ai quali si dà il nome di alluvium (sedimenti alluvionali). Si tratta di aree tra le più popolate ed economicamente rilevanti della Terra, per lo sviluppo che vi assumono l'agricoltura (nelle zone favorevoli dal punto di vista climatico) e l'industria.
Vi si sviluppano anche le maggiori aree a foresta tropicale del mondo (ad esempio i bacini del Rio delle Amazzoni e del Congo) e le più estese aree a prateria (come ad esempio la prateria nordamericana e le pampas), di importanza fondamentale per l'equilibrio ecologico a scala globale, oltre che di grande interesse naturalistico.

## Descrizione

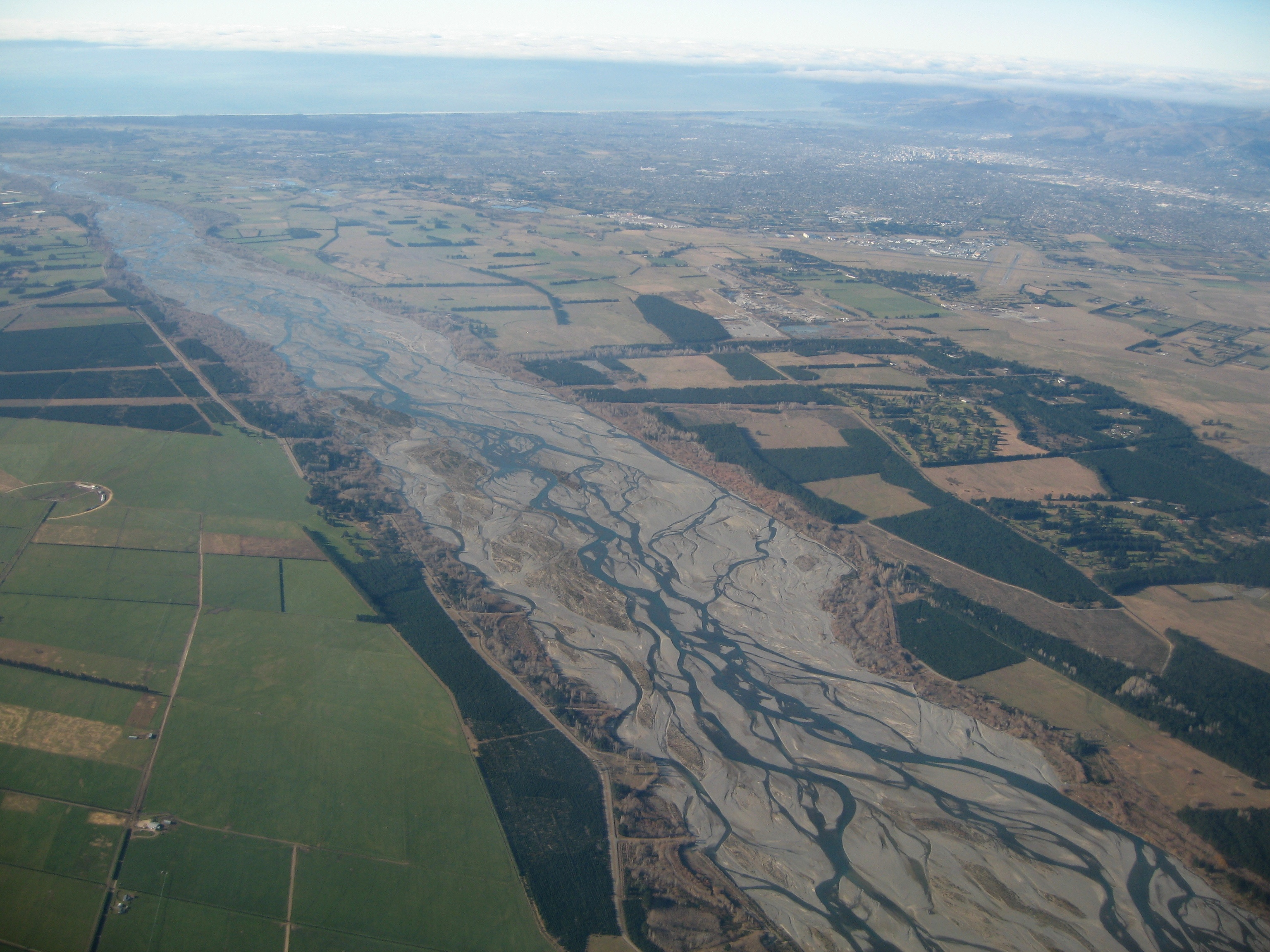
Pianura alluvionale abbondantemente antropizzata, dove evidente è l'uniformità morfologica

Le pianure alluvionali sono aree più o meno estese (con ampiezze che possono andare dalle centinaia di metri alle migliaia di chilometri) pianeggianti, di solito con debole inclinazione verso la costa continentale, che tende progressivamente a decrescere nella stessa direzione. Geometricamente hanno la forma di prismi sedimentari con forma grossolanamente a conca o a trogolo, in cui la granulometria dei sedimenti decresce da monte verso costa, con il diminuire del gradiente topografico e quindi della velocità delle correnti fluviali. La caratteristica più evidente delle piane alluvionali è la presenza di un reticolo idrografico, scavato nell'alluvium dalle acque superficiali in forme che dipendono principalmente da tre fattori:
- gradiente topografico[N 3];
- portata dei corsi d'acqua;
- granulometria del sedimento trasportato.

Generalmente, come già accennato, il gradiente topografico tende a diminuire con la distanza, da monte a valle e verso la costa, mentre la diminuzione delle pendenze porta a una diminuzione della velocità della corrente e quindi al decrescere della granulometria del sedimento per la progressiva sedimentazione delle frazioni più grossolane. La portata dei corsi d'acqua tende invece ad aumentare per effetto del contributo degli affluenti ai corsi d'acqua principali.

## Processi e materiali

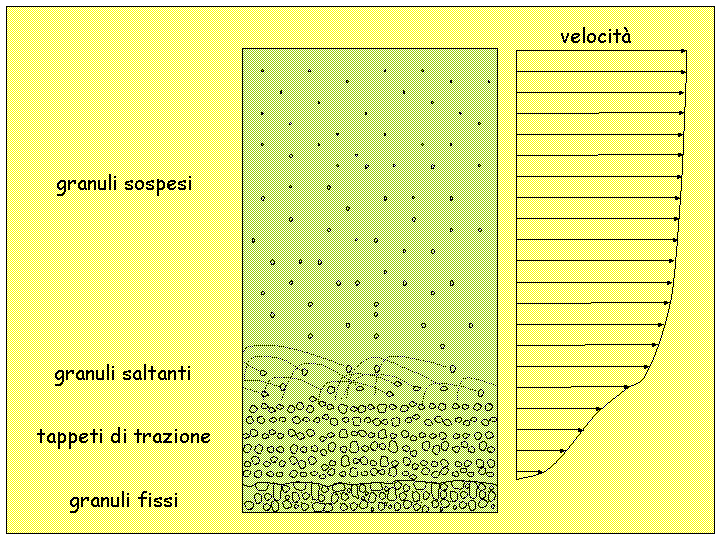
Profilo di variazione della velocità di una corrente fluviale con la profondità e corrispondenti modalità di trasporto del sedimento

Il sedimento trasportato dai fiumi (o trasporto solido) varia lungo il battente d'acqua sia come quantità (e concentrazione) sia come dimensioni delle particelle, in funzione della velocità della corrente e del regime di flusso, e viene distinto in "carico di fondo" e "carico sospeso". La velocità della corrente è minima nello strato d'acqua a contatto con il fondale e va aumentando verso l'alto, dapprima rapidamente, poi più lentamente, fino a raggiungere la velocità della corrente che fluisce liberamente.
Il "carico di fondo" (bed load) è concentrato presso l'interfaccia acqua-sedimento e consiste principalmente di granuli di sabbia fittamente allineati ("tappeti di trazione"), e talora di piccoli ciottoli, che si muovono per rotolamento e trascinamento; massi e blocchi vengono rimossi solo in condizioni estreme di piena. Il regime di flusso è generalmente laminare, e il meccanismo prevalente di sostentamento dei granuli è costituito dagli urti tra i granuli stessi. La porzione superiore del carico di fondo è caratterizzata da uno strato di granuli che si muovono prevalentemente per saltazione, con traiettorie curvilinee. Lo spessore dello strato d'acqua interessato dal carico di fondo è in realtà molto scarso: va da pochi millimetri fino ad alcuni decimetri nei fiumi più importanti.
Il "carico sospeso" (suspended load) è meno concentrato (perché le particelle sono disperse nel fluido), anche se molto più abbondante di quello di fondo (mediamente da 10 a 20 volte, ma anche fino a centinaia di volte), ed è distribuito lungo la verticale secondo il "diametro di caduta" delle particelle. Le particelle sono quindi selezionate dalla corrente in modo tale che le frazioni più grossolane tendono ad aumentare verso il basso, e si concentrano presso il fondo. In tal modo, il limite tra carico sospeso e carico di fondo è in realtà sfumato. Il regime di flusso è generalmente turbolento e le traiettorie dei granuli sono irregolari.

Genesi di dune (o "barre") fluviali. Queste strutture si formano per deposizione del materiale sabbioso sul lato sotto-corrente della barra, che tende a migrare nella direzione della corrente.

Silt e argilla sono trasportati in sospensione alla stessa velocità della corrente, e coprono quindi distanze molto grandi per unità di tempo (fino a centinaia o migliaia di chilometri in un anno), mentre il materiale sabbioso trasportato presso il fondo viaggia molto più lentamente (in media da uno a pochi metri al giorno, eccezionalmente fino ad alcune centinaia di metri al giorno). Quindi la sabbia che arriva al mare è molto più "vecchia" del fango che l'accompagna. In una data sezione del canale fluviale, il diametro massimo dei granuli del sedimento (ovvero i granuli più grandi che la corrente riesce a prendere in carico), esprime la velocità della corrente (ovvero la sua "competenza"), ed è quindi il parametro più significativo dal punto di vista idraulico da prendere in considerazione per le ricostruzioni paleo-ambientali su sezioni geologiche.
Il carico sospeso, per definizione, non dà origine a depositi con morfologie e strutture definite, e può deporsi per decantazione successivamente a eventi di piena, entro la piana d'inondazione. Il risultato, dopo il ritiro delle acque entro l'alveo ordinario, è una distesa di materiale fangoso (costituito prevalentemente da silt e argilla), la cui superficie, fintanto che permane soffice, può venire segnata da impronte di animali, da gocce di pioggia o dal ruscellamento di acque superficiali; tuttavia di solito questa superficie si secca rapidamente e si fessura in forma di poligoni. In clima arido si può avere la formazione di piccole dune eoliche per opera del vento, mentre l'evaporazione si spinge fino alla precipitazione di sali nel suolo (concrezioni calcaree, ferruginose, ed evaporitiche).
Il carico di fondo dà origine a tutte le morfologie e a tutte le strutture sedimentarie dei depositi fluviali, che sono oggetto di studio da parte delle sedimentologia. I classici esperimenti di Gilbert (1914) hanno consentito di distinguere quattro stadi successivi di evoluzione dei depositi di fondo, in relazione all'aumentare della velocità di flusso della corrente:

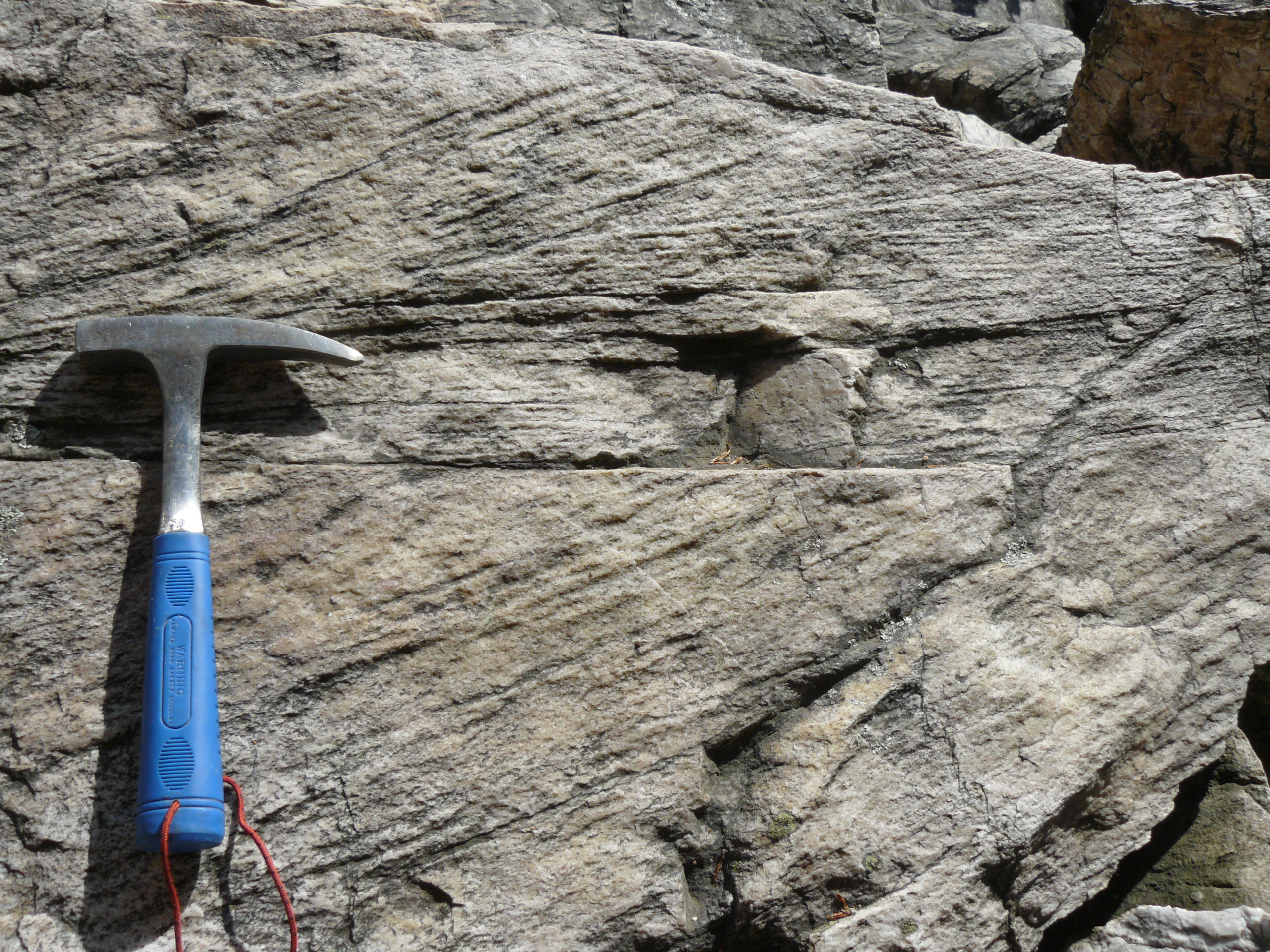
Triassico dei monti Carpazi. Tipica laminazione incrociata (composta da serie di lamine da corrente che si tagliano lungo superfici inclinate) di barra fluviale.

1. vengono messe in movimento singole particelle, mentre la superficie del fondo rimane piana;
2. il movimento si propaga rapidamente a causa degli urti tra i granuli e si formano ripple marks, che tendono a migrare nella direzione della corrente a causa dell'erosione del lato sopra-corrente e della deposizione sul lato sotto-corrente, con formazione di laminazioni oblique a piccola scala (da pochi millimetri a pochi centimetri);
3. all'aumentare della velocità della corrente, i ripple vengono erosi e il materiale viene mosso lungo una superficie piana, per trasporto planare (sheet transportation);
4. con un incremento ulteriore di velocità, si formano dune subacquee (o "barre") caratterizzate da un lato sopra-corrente poco inclinato e molto sviluppato, e da un lato sotto-corrente breve e molto inclinato: si ha trasporto planare dei granuli sul lato sopra-corrente e deposizione sul lato sotto-corrente, con formazione di una laminazione obliqua a elevata inclinazione. Queste barre raggiungono da alcuni decimetri ad alcuni metri di altezza e fino a diversi metri di lunghezza. Con la diminuzione della velocità di flusso (condizione che si raggiunge ad esempio dopo una piena), sul lato sotto-corrente di una barra si possono formare ripple marks.

I depositi di sabbie fluviali assumono in sezione un tipico aspetto "a festoni", che deriva dalla presenza di laminazioni oblique che si incrociano (cross bedding) lungo superfici planari o concave verso l'alto, generate dall'interferenza di più barre che si giustappongono e si sovrappongono.

## Ambiente sedimentario

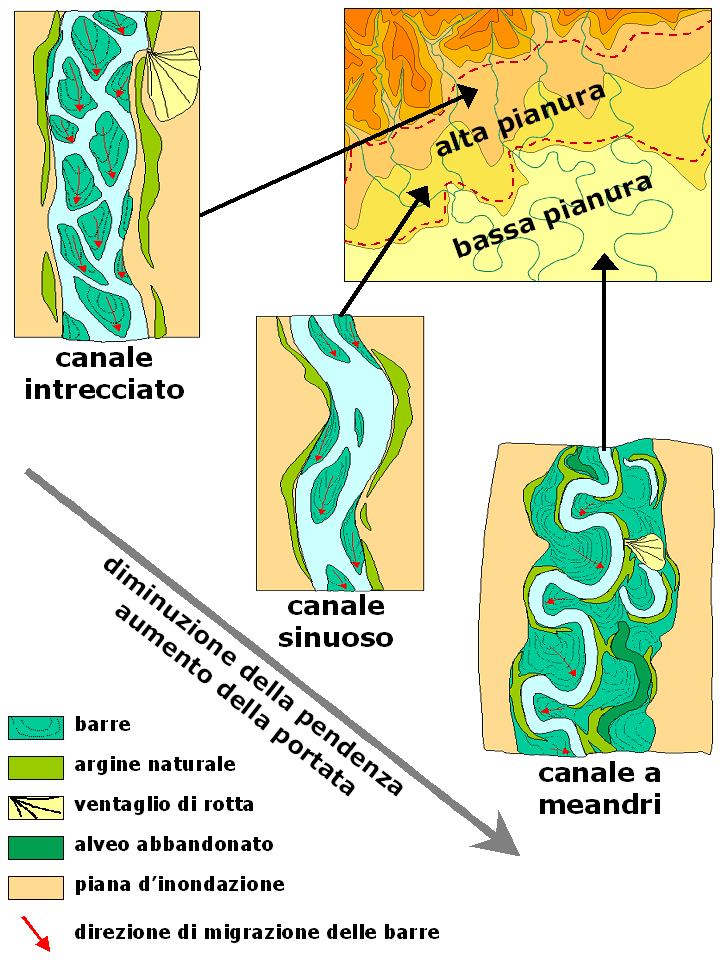
Schema generale di una piana alluvionale, con i principali elementi morfologici. Con la diminuzione della pendenza dell'alveo e l'aumentare della portata, il tracciato dei canali tende a divenire da dritto a sinuoso, fino a meandriforme.

Una pianura alluvionale è l'espressione geomorfologica di un "sistema alluvionale", composto da due tipi di elementi:
- canali: elementi attivi[N 9] di origine erosiva, riempiti di sedimenti prevalentemente sabbiosi deposti da correnti fluviali;
- piane di inondazione (o piane inondabili): elementi passivi, formati da depositi prevalentemente fini (argilloso-siltosi) di riempimento derivati dalla tracimazione delle acque dai canali.

Le maggiori irregolarità morfologiche in queste aree sono date dai canali stessi (depressioni), dai loro argini naturali e dalle barre formate dai depositi da corrente (rilievi). Gli argini naturali sono accumuli di sedimento formati dalla tracimazione delle acque in regime di piena, mentre le barre sono accumuli di sedimento determinati dall'azione delle correnti. Una pianura alluvionale è costituita dal punto di vista geomorfologico da due zone: l'alta pianura e la bassa pianura. Queste zone corrispondono a un'importante differenziazione nei processi fisici coinvolti.

### Alta pianura

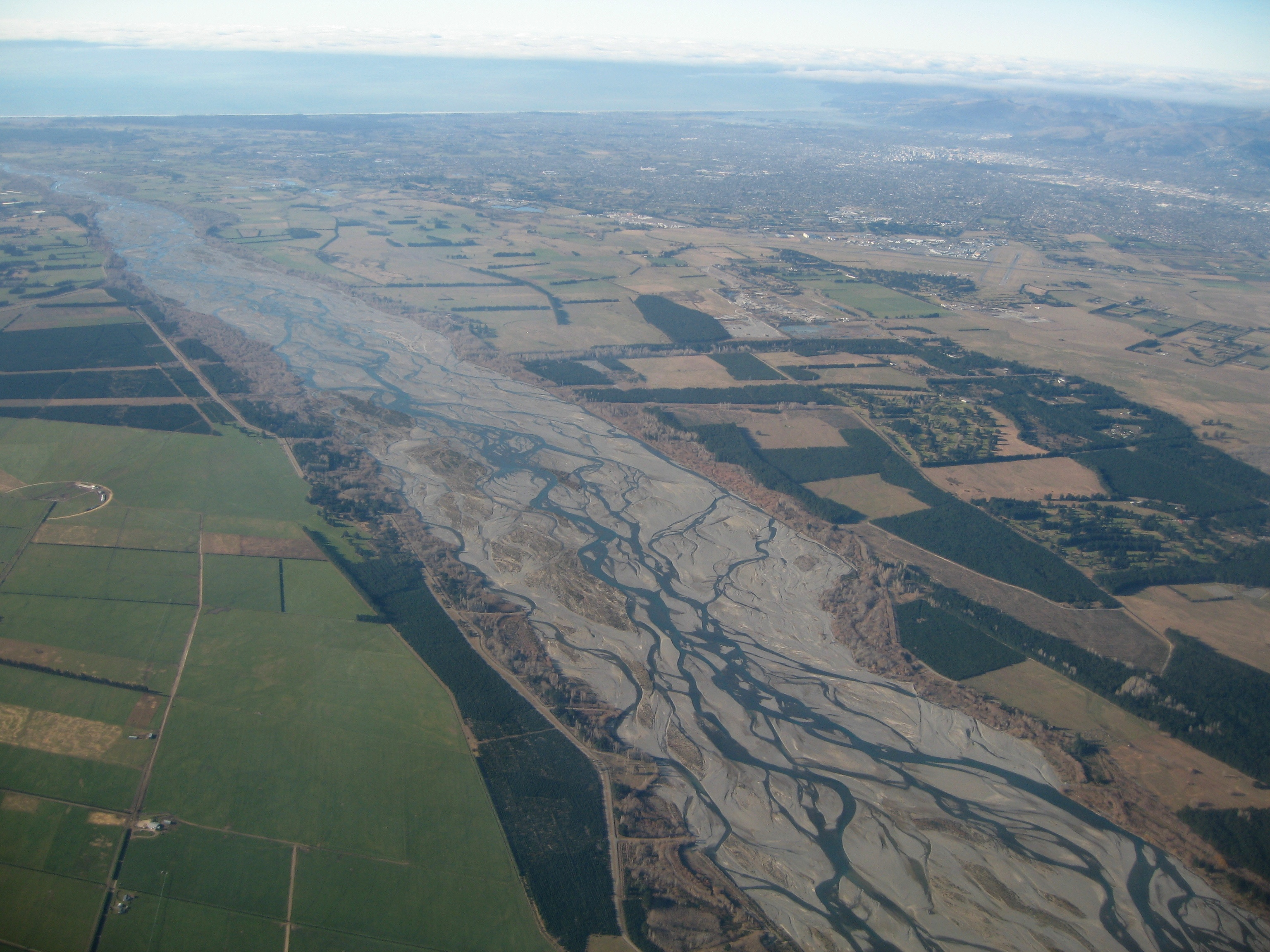
Waimakariri River, Nuova Zelanda. Tipico aspetto di un corso d'acqua intrecciato con le barre, entro l'alveo, e gli argini naturali, sui lati. Nella piana d'inondazione sono visibili le tracce di paleo-alvei abbandonati.

La zona più elevata topograficamente è detta "alta pianura", in cui tendono a prevalere i processi erosivi e nella quale possono essere presenti affioramenti di rocce lapidee alterate e/o fessurate o terrazzi di sedimento consolidato e cementato, attraverso i quali l'acqua piovana viene filtrata, raccogliendosi in falde freatiche.
La superficie in questa zona è quindi prevalentemente secca, con idrografia caratterizzata da pochi corsi d'acqua ad andamento rettilineo per i gradienti topografici più elevati, con depositi prevalentemente grossolani (ghiaioso-sabbiosi).
I corsi d'acqua in questo settore della pianura tendono ad assumere un tracciato diritto o debolmente ondulato, e la configurazione più tipica è quella di canale intrecciato (braided), contraddistinto dalla presenza di barre fluviali: cumuli di ghiaia o sabbia di forma grossolanamente romboidale o ellittica che tendono a migrare nel verso della corrente per il progressivo trasporto del materiale clastico nelle fasi di piena.

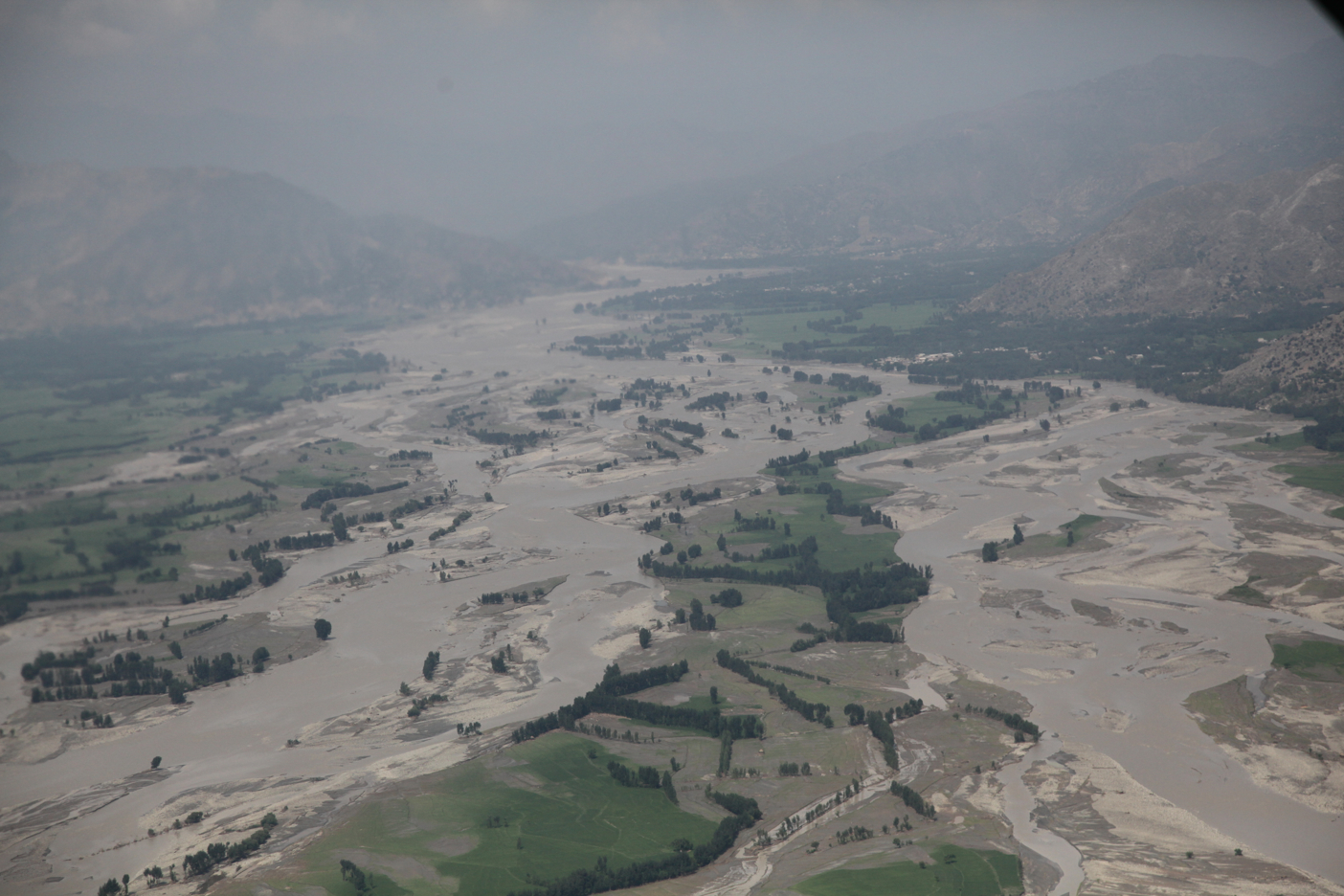
Piana alluvionale di tipo intrecciato durante la fase di ritiro delle acque dopo un'alluvione; sono evidenti i nuovi depositi di sedimenti alluvionali disposti a forma di isolotti ellittici eterogeneamente amalgamati fra di loro, allungati in direzione della corrente (le barre fluviali)

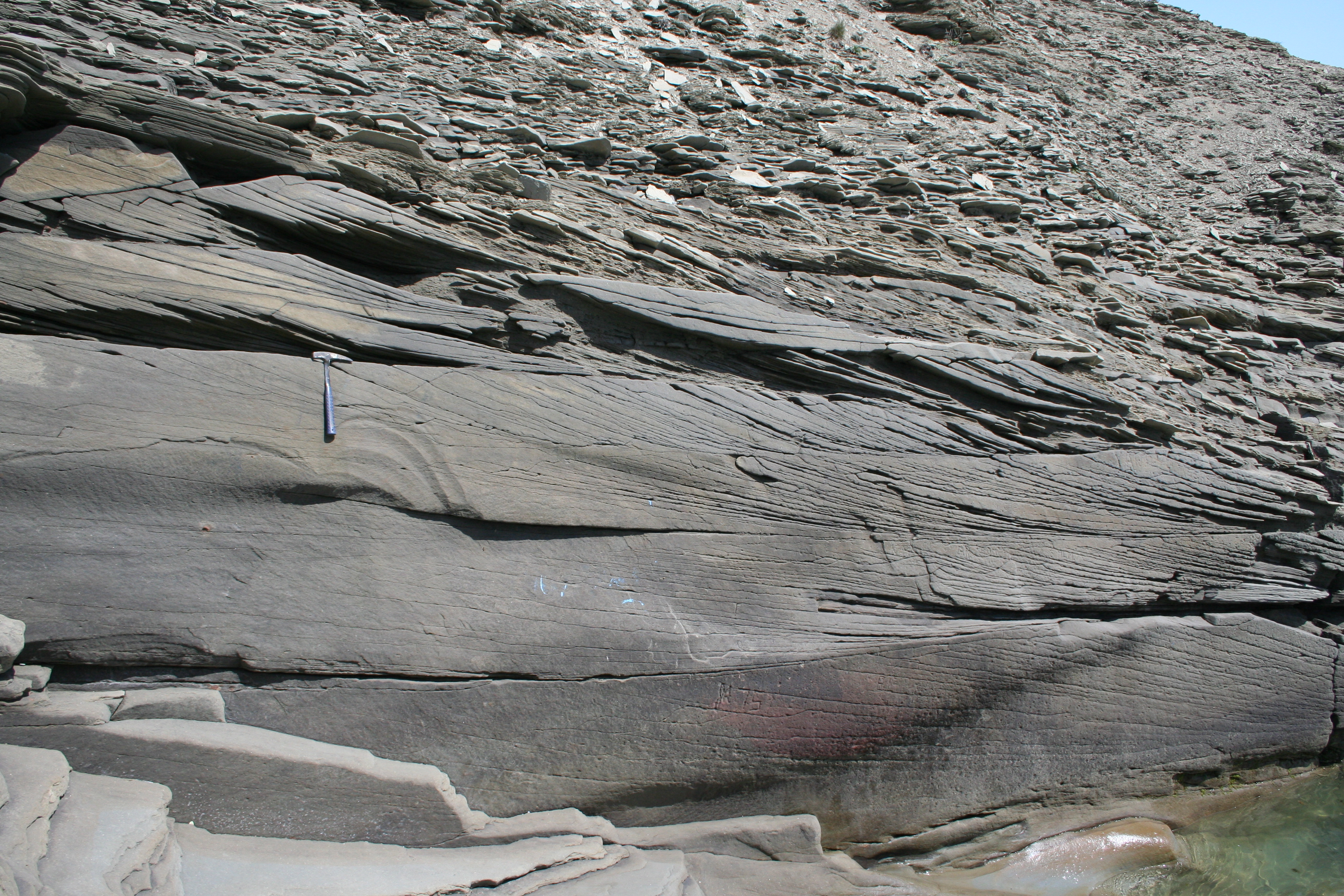
South Bar Formation (Pennsylvaniano), Sydney Basin, Nuova Scozia. Tipica laminazione a "festoni" (cross-bedding) di origine fluviale, espressione di dune subacquee. La direzione della paleocorrente è da sinistra a destra.

Queste barre sono caratterizzate internamente da laminazioni oblique incrociate, di origine trattiva, inclinate nella direzione della corrente, con tipica forma a "festoni" (cross bedding). Le rapide variazioni nella direzione della corrente e la turbolenza locale del flusso determinano superfici erosive concave (a trogolo), rapidamente riempite di nuovo sedimento laminato, che danno il tipico aspetto incrociato di queste strutture. I corsi d'acqua intrecciati sono caratterizzati da elevata instabilità e da frequenti diversioni per rottura degli argini naturali durante le piene. Spesso questi fenomeni danno origine a depositi grossolani a forma di lingua o di ventaglio ("ventagli di rotta" o crevasse splay), ricchi di frammenti d'argilla (clasti pelitici di materiale più fine strappato agli argini).
Se la piana alluvionale confina con una catena montuosa, la sua parte alta è caratterizzata dalla presenza di conoidi di deiezione allo sbocco delle valli, depositi di sedimenti grossolani a forma di ventaglio che si originano per il rallentamento della corrente di fiumi e torrenti montani, causato dalla brusca diminuzione di pendenza e dalla perdita del confinamento laterale.
La parte inferiore dell'alta pianura, transizionale alla bassa pianura, corrisponde in talune schematizzazioni alla cosiddetta "zona di trasferimento" (transfer zone). In questa fascia (di estensione molto variabile e con carattere di spiccata instabilità) il gradiente topografico è più basso e non si hanno più processi erosivi attivi ma non ancora deposizione di sedimenti.

### Bassa pianura

Evoluzione di un meandro fluviale, con l'accentuazione progressiva della curvatura che porta al fenomeno noto come "taglio del meandro" e all'abbandono del vecchio alveo, che diviene una lanca

Il materiale più fine, quindi più leggero, come sabbie fini, silt e argille, viene trasportato più a lungo dal fiume, e deposto nella zona detta "bassa pianura", avente una pendenza mediamente inferiore rispetto all'"alta pianura" e nella quale il flusso di corrente perde velocità e capacità di carico.
Qui il suolo è prevalentemente argilloso-siltoso, quindi tendenzialmente impermeabile, ed è facile la formazione di marcite, paludi e acquitrini. Il terreno risulta essere più fertile e facilmente coltivabile. Le falde acquifere sono più comunemente di tipo artesiano, essendo gli acquiferi spesso confinati tra orizzonti argillosi impermeabili o a bassa permeabilità. Quando le acque sotterranee di falda incontrano i sedimenti a bassa permeabilità della pianura bassa, sovente risalgono in superficie formando risorgive, fenomeno tipico ad esempio della Pianura padano-veneta.

Sezione schematica di un alveo fluviale asimmetrico in un corso d'acqua a meandri. Il flusso di corrente tende ad erodere la sponda corrispondente al lato concavo dell'alveo e a depositare sedimento sul lato convesso. Il succedersi degli eventi di piena provoca il giustapporsi di corpi convessi verso l'alto sul lato interno del meandro, con pseudo-stratificazione inclinata verso il centro dell'alveo (thalweg).

I canali, a causa del bassissimo gradiente topografico e della conseguente diminuzione di velocità della corrente, tendono a divagare assumendo un andamento a meandri. La formazione dei meandri avviene a causa di un fenomeno di migrazione laterale del corso d'acqua, determinato da processi di sedimentazione ed erosione ai due lati dell'alveo del corso d'acqua. Si distinguono infatti in un alveo di forma sinuosa (non rettilinea) un "lato convesso" (lato interno della curva definita dall'alveo) e un "lato concavo" (il lato esterno della curva). La massa d'acqua contenuta nel canale è soggetta alla forza centrifuga, che tende a spostare la massa d'acqua verso il lato concavo, dove la velocità della corrente e quindi la sua capacità di erodere i sedimenti sono maggiori e dove il fenomeno prevalente è l'erosione. Viceversa, nel settore di canale in prossimità del lato convesso, la velocità della corrente è minore: quindi il sedimento in carico tende a deporsi e prevale la sedimentazione. La sedimentazione sul lato convesso del meandro è anche facilitata dal gradiente di pressione idrostatica che si realizza per l'accumulo di acqua in superficie verso la sponda concava, il quale richiede un flusso compensativo in senso opposto, a contatto col fondale, verso la sponda convessa, flusso che trasporta sedimento eroso dalla sponda esterna. Si innesca quindi un flusso secondario circolare che va dalla sponda concava alla sponda convessa sul fondale, ove prevale il gradiente di pressione, e in senso opposto in superficie, ove prevale la forza centrifuga: la somma del flusso principale di corrente e di queste componenti laterali genera complessivamente un flusso di tipo elicoidale.

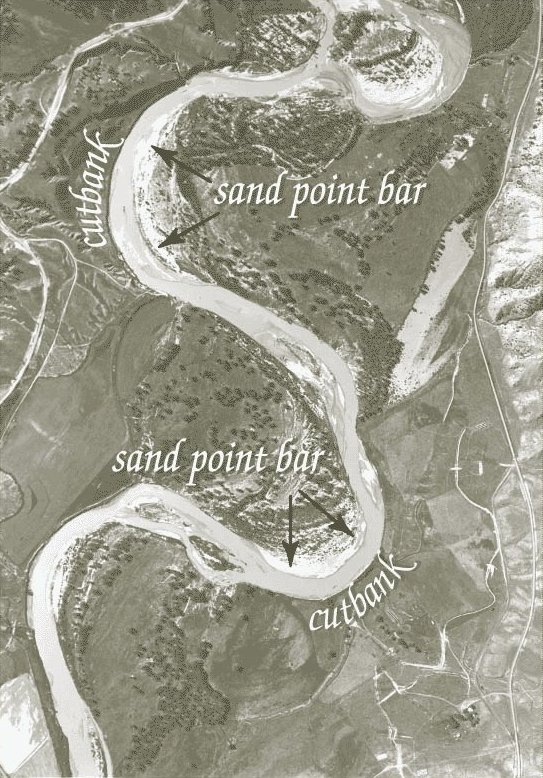
Powder River, Montana, USA. Corso d'acqua meandriforme con indicato il verso di accrescimento delle point bar. In alto a destra è visibile un meandro tagliato, ma sono distinguibili anche vari meandri fossili.

Quindi, mentre sul lato convesso si ha progressivo accumulo di materiale e in quel settore il canale viene colmato, sul lato opposto la corrente erode gradualmente i sedimenti di piana alluvionale e il canale si espande. Come conseguenza, il meandro assume una curvatura a "laccio" sempre più accentuata. Questo processo prosegue fino a quando il "collo" del meandro (figura a fianco) diviene tanto sottile da cedere a una piena, determinando il taglio (bypass) del meandro stesso e la formazione di un nuovo alveo che unisce i due punti a maggiore curvatura. L'alveo corrispondente al meandro abbandonato rimane come lanca stagnante e viene gradualmente colmato di sedimento fine ("tappo di argilla" o clay plug). Il materiale sabbioso-siltoso che si accumula sul lato convesso costituisce un corpo di barra ("barra di meandro" o point bar), caratterizzato da una stratificazione inclinata nella direzione di accrescimento del meandro.

Il materiale fine portato in carico dalla corrente durante le piene, quando le acque tendono a tracimare dall'alveo, tende a depositarsi ai lati dell'alveo stesso e a formare depositi a forma di cuneo, gli "argini naturali", composti da alternanze di sottili strati sabbiosi e siltoso-argillosi, che si assottigliano gradualmente verso l'esterno fino a confondersi con la piana d'inondazione. Il fenomeno, nei canali sinuosi e meandriformi, è più accentuato sul lato concavo delle sinuosità, dove la forza centrifuga tende a spostare la direttrice di maggiore velocità della corrente. La rottura di questi argini, determinata talora da eventi di piena eccezionali, dà luogo a depositi più grossolani a forma di ventaglio o conoide (i "ventagli di rotta" o crevasse splay).
La pianura bassa a ridosso della costa e presso le foci dei fiumi che la costruiscono, può passare gradualmente a una piana deltizia.

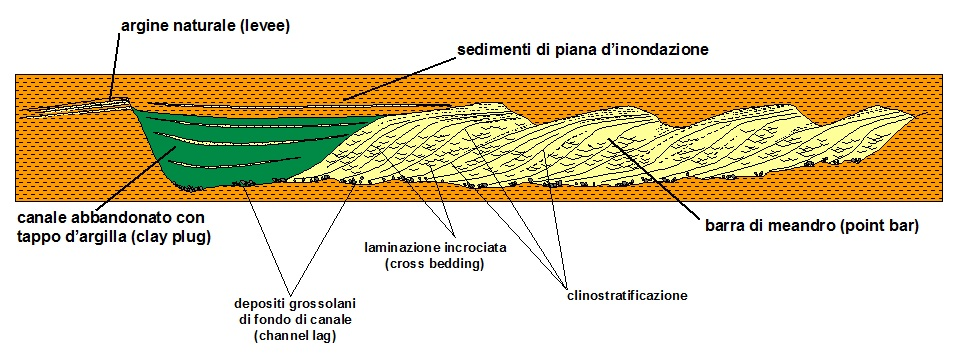
Sezione trasversale schematica di una barra di meandro (point bar), parallela alla direzione di migrazione della barra (che avviene verso l'asse del canale). Si nota la stratificazione inclinata (clinostratificazione) dei corpi sedimentari sabbiosi. La laminazione interna di questi corpi è del tipo cross bedding, comune nei depositi fluviali (le lamine sono perpendicolari alla sezione, come la direzione della corrente che le ha deposte, e si distinguono come superfici concave, a truogolo).

## Comunità biologica
Le pianure alluvionali possono sviluppare una grande varietà di ecosistemi, a seconda della fascia climatica e del regime delle precipitazioni. In estrema sintesi, si possono ricordare le seguenti categorie (geotopi), localizzabili nelle zone morfologiche tipiche di questo ambiente:
- Ambiente di canale fluviale. Alghe, batteri e funghi sono presenti sia in sospensione nella colonna d'acqua sia sul fondale[35] insieme a piante superiori continentali di ambiente acquatico[36]. Lo zooplancton è ben rappresentato, con microfaune a protozoi (come ciliati e flagellati), Rotiferi, microartropodi, vermi e larve di insetti[37]. I macroinvertebrati sono rappresentati soprattutto da insetti allo stadio sia larvale sia adulto, crostacei d'acqua dolce, molluschi[38]. Notevole sviluppo delle faune ittiche[39]; faune ad anfibi, rettili[40] e mammiferi[41] di ambiente acquatico. Nel caso di canali intrecciati, le barre più stabili (emerse anche nei periodi di piena) possono essere in parte colonizzate dalla vegetazione continentale (prevalentemente arbustiva o erbacea), mentre entro l'alveo di piena si può sviluppare solo vegetazione palustre e algale. Le barre in regime di magra hanno carattere di maggiore stabilità e possono formare vere e proprie isole fluviali[42], con sviluppo di vegetazione ad alto fusto. Isole possono essere formate anche dai meandri tagliati[43], nel breve periodo di stabilizzazione del nuovo alveo (in cui quello vecchio è ancora attivo).
- Ambiente palustre: fa parte in realtà dei sistemi cosiddetti perifluviali (adiacenti ai canali fluviali in senso stretto)[44] ed è rappresentato principalmente dalle lanche corrispondenti agli alvei abbandonati e da acquitrini, paludi e torbiere che si possono sviluppare entro la piana d'inondazione[45]. Questi specchi di acqua stagnante sono destinati a rapido interramento per l'elevata dinamicità del contesto deposizionale già descritta precedentemente. Tuttavia, si tratta di sistemi estremamente complessi con elevata diversità biologica, in cui risultano particolarmente sviluppati i termini basali (fitoplancton e zooplancton[46]), oltre a tutti gli elementi già descritti. L'avifauna[47] può essere ben rappresentata per le condizioni protette di questi microambienti e per la folta vegetazione nei climi umidi, con sviluppo sia di alghe sia di piante superiori. Spesso inoltre tra le successive barre di meandro si hanno rughe concentriche (scroll bar)[48] intervallate da depressioni che possono essere sede di acquitrini effimeri: per la loro instabilità, dovuta alla rapida migrazione delle barre, questi microambienti sono popolati prevalentemente da invertebrati e occasionalmente da anfibi e da pesci rimasti intrappolati nei periodi di piena, oltre che da alghe e vegetazione palustre.
- Ambiente ripariale, corrispondente alle sponde degli alvei fluviali[49]. Dal punto di vista geomorfologico e deposizionale si tratta di un ambiente altamente dinamico in funzione delle condizioni idrologiche del fiume. Si possono quindi distinguere un alveo di magra, uno di morbida (corrispondente al regime normale di flusso della corrente), uno di piena ordinaria e a volte uno di piena eccezionale, caratterizzati da profonde differenze a livello di vegetazione e granulometria dei sedimenti[50]. Si tratta di un ambiente molto favorevole allo sviluppo della vegetazione ma anche molto stressante dal punto di vista fisico, per le oscillazioni della portata fluviale (con frequenti inondazioni) e per l'elevata attività erosiva. È sede di associazioni vegetali caratterizzate da elevata idrofilia[N 14] o igrofilia, robusti apparati radicali e spiccata flessibilità del fusto[51]. La fascia vegetativa ripariale ha un'importanza fondamentale sia dal punto di vista ecologico (ombreggiatura dell'alveo e regolazione della temperatura, apporto di materia organica fertilizzante in forma di legno morto e foglie), sia ambientale (stabilizzazione dell'alveo e delle sponde e protezione dall'erosione)[52].

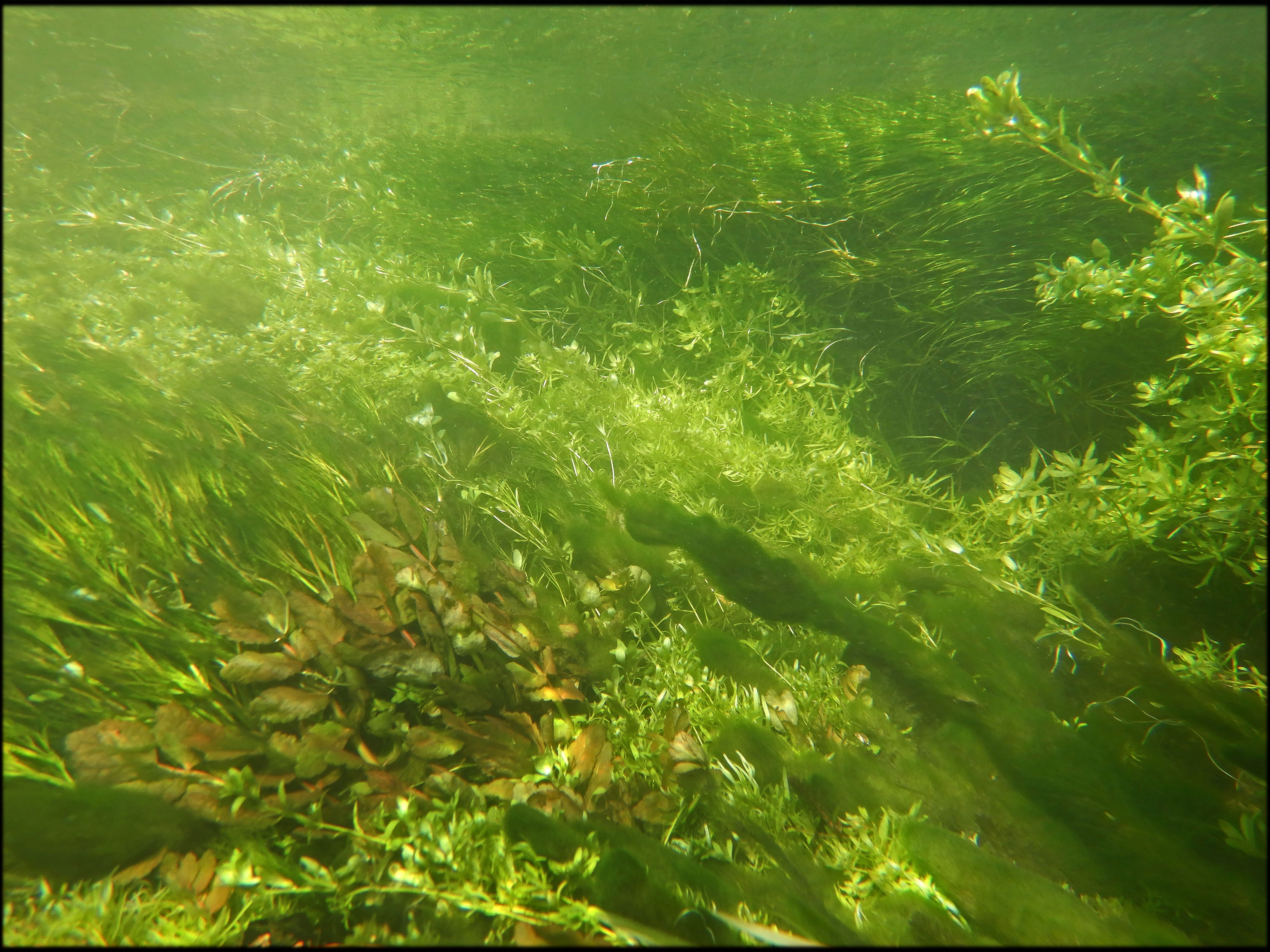
Vegetazione fluviale subacquea. Fiume "Les Baillons", dipartimento del Passo di Calais (Francia).
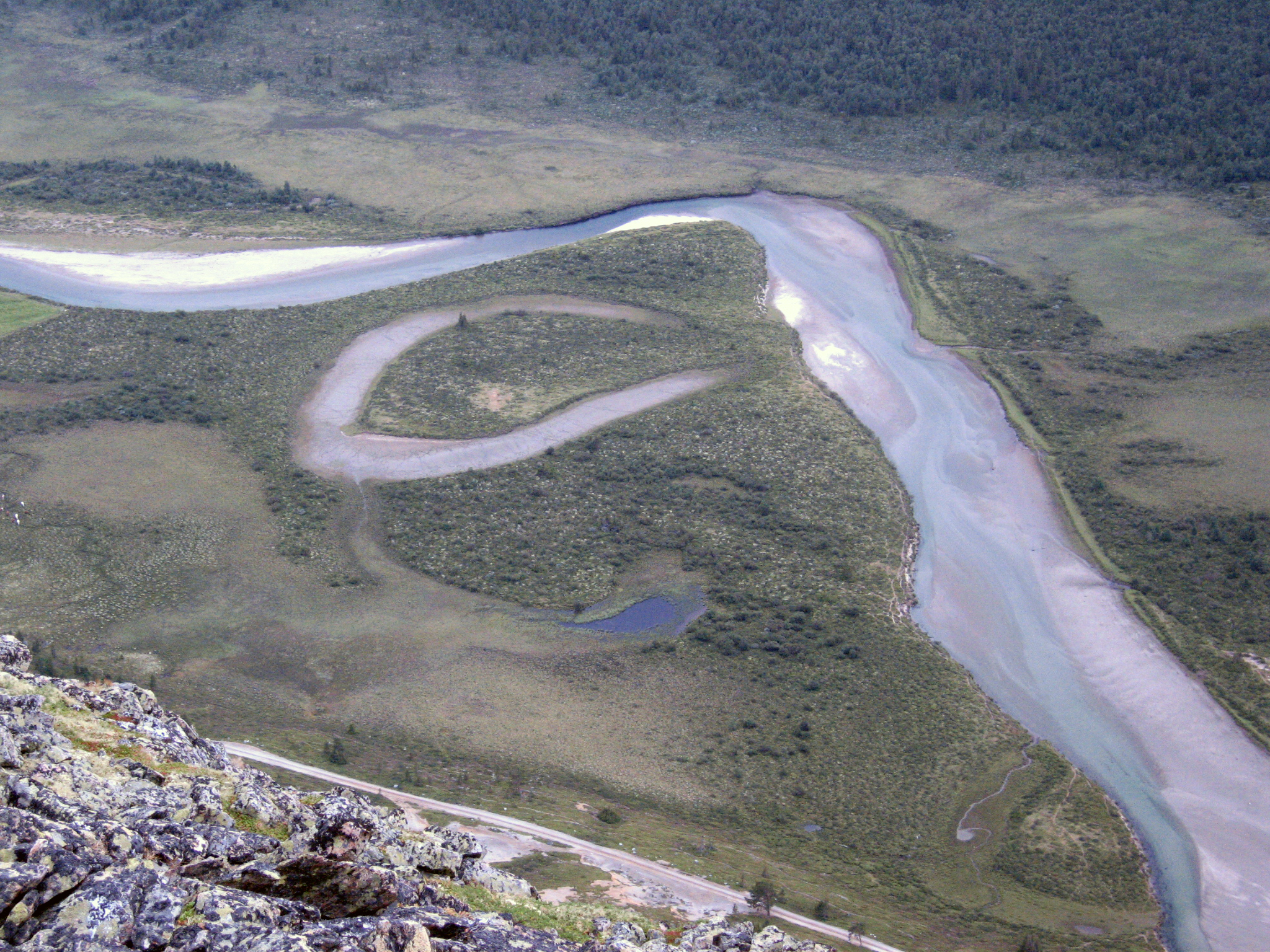
Lanche originate da eventi successivi di taglio di meandri (Scandinavia)
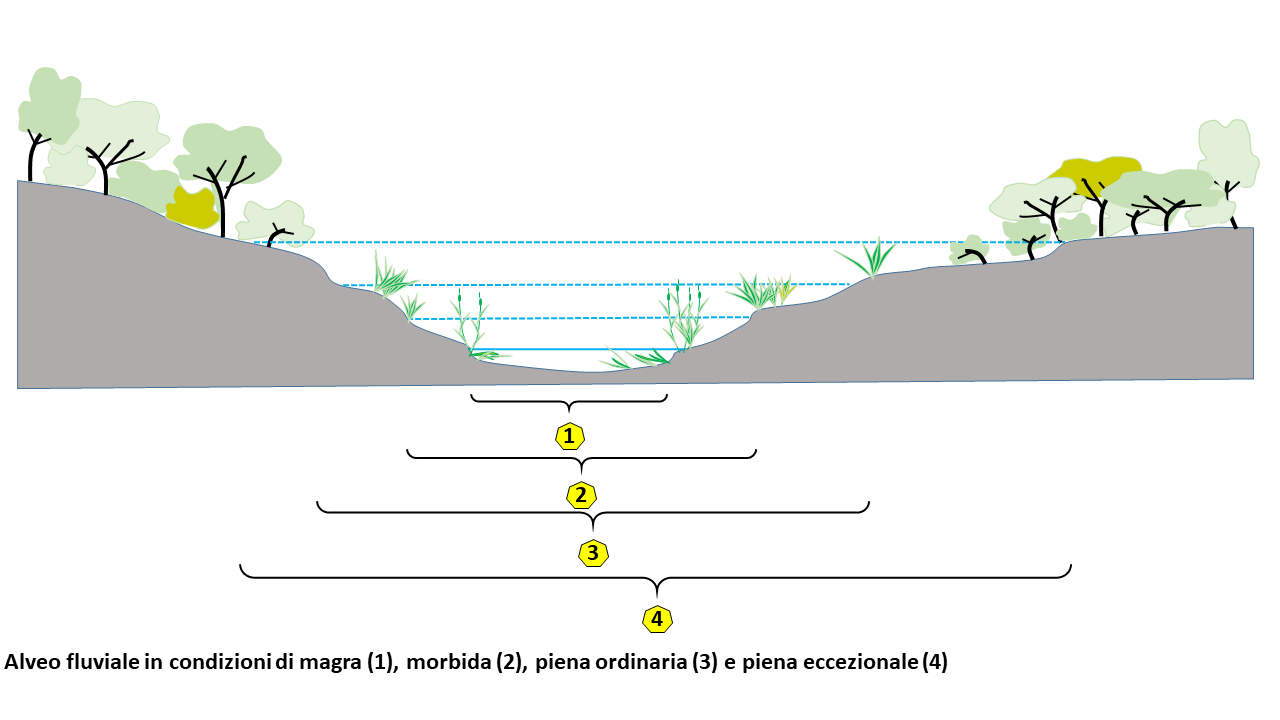
Schema di un alveo fluviale con microzonazione interna alla zona ripariale e tipologia di vegetazione
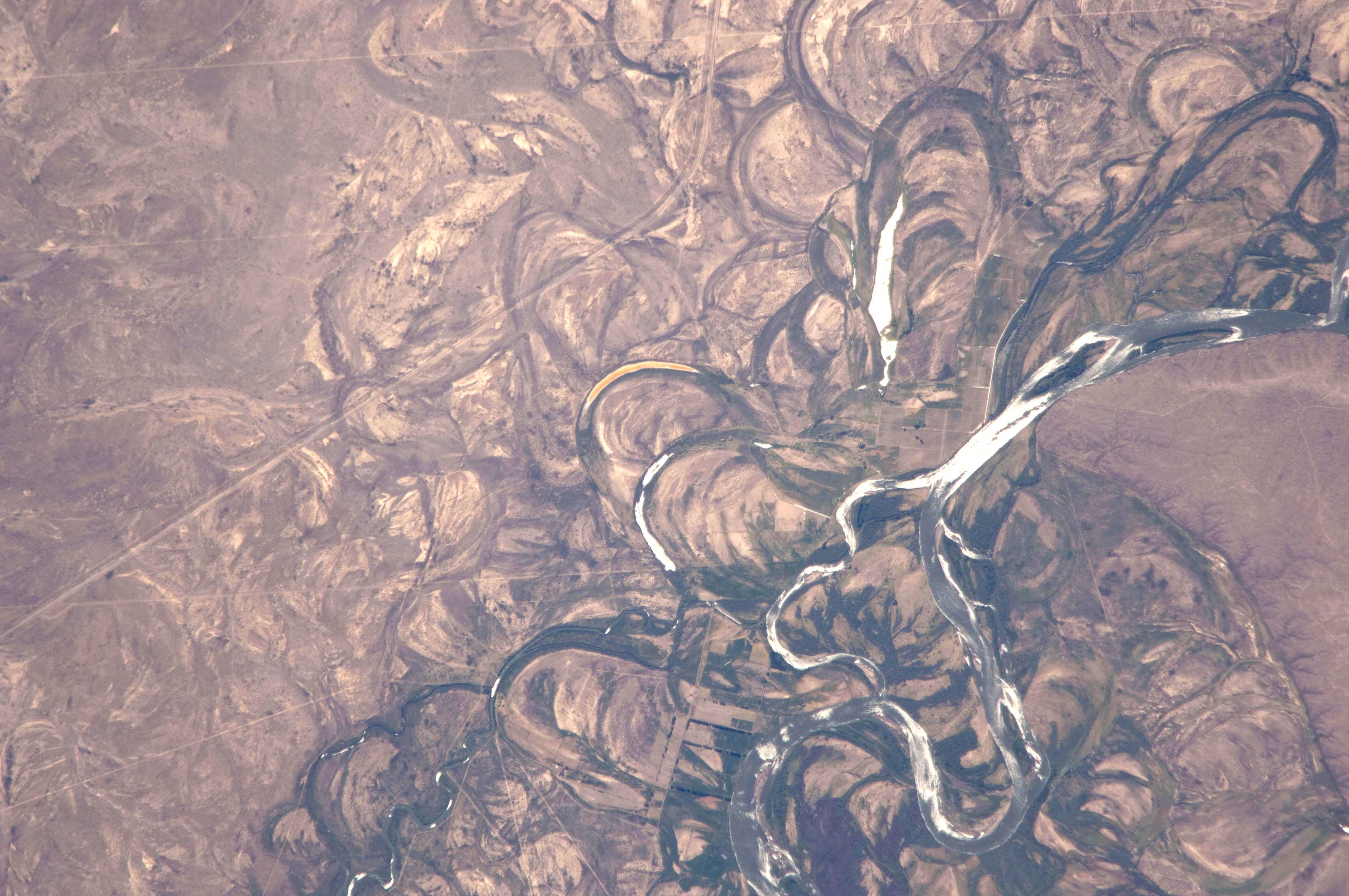
Fotografia satellitare di un tratto del Río Negro in Argentina. Si vedono bene le generazioni successive di meandri e point bar. È ben visibile la fascia di vegetazione ripariale coincidente con le sponde dell'alveo attuale, che denota la densità di biomassa molto maggiore rispetto all'entroterra.

## Storia geologica

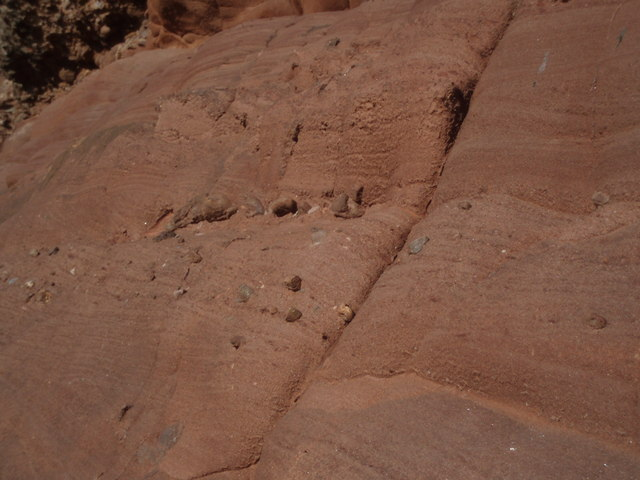
Affioramento di Old Red Sandstone (Inghilterra), formazione continentale di età devoniana diffusa in tutta l'Europa occidentale. Si tratta di arenarie abbastanza grossolane e conglomerati; il colore rossastro da ossidi di ferro è tipico dei depositi continentali. Sono visibili strutture sedimentarie da acqua corrente: cross-bedding e lag conglomeratici residui di fondo di canale. Il deposito è interpretabile come di piana alluvionale prossimale tipo braided e di conoide alluvionale.

Questo ambiente sedimentario è presente da quando sulla superficie terrestre vi è stata acqua libera allo stato liquido su aree continentali stabili. Queste condizioni sono comparse e si sono gradualmente stabilizzate nel corso dell'Archeano, da 3 200 a 2 400 milioni di anni fa. Rocce sedimentarie di questa età sono state studiate in America settentrionale (Canada e Stati Uniti), Africa meridionale (Sudafrica e Zimbabwe), India meridionale e Australia occidentale. I primi veri depositi di piana alluvionale conosciuti, caratterizzati da canali fluviali di tipo intrecciato, sono stati studiati in India nella regione del Dharwar; datano a 3200-3000 milioni di anni fa, e presentano caratteri sedimentologici assimilabili a quelli attuali.
Le pianure alluvionali sono state a lungo prive di forme di vita documentate, almeno fino alla comparsa delle prime sicure forme di vita vegetale in ambiente subaereo, nell'Ordoviciano Medio. È però con il Paleozoico Superiore che le aree continentali vengono diffusamente colonizzate dalla vegetazione e da forme di vita animali. In particolare, con il Carbonifero le pianure alluvionali costiere sono sede di foreste con clima umido e di ricche faune ad artropodi (insetti e aracnidi) e anfibi. Nel Permiano i rettili fanno la loro comparsa nelle pianure continentali, dapprima con forme primitive, poi con i terapsidi: forme evolute ben differenziate tra erbivori e carnivori.

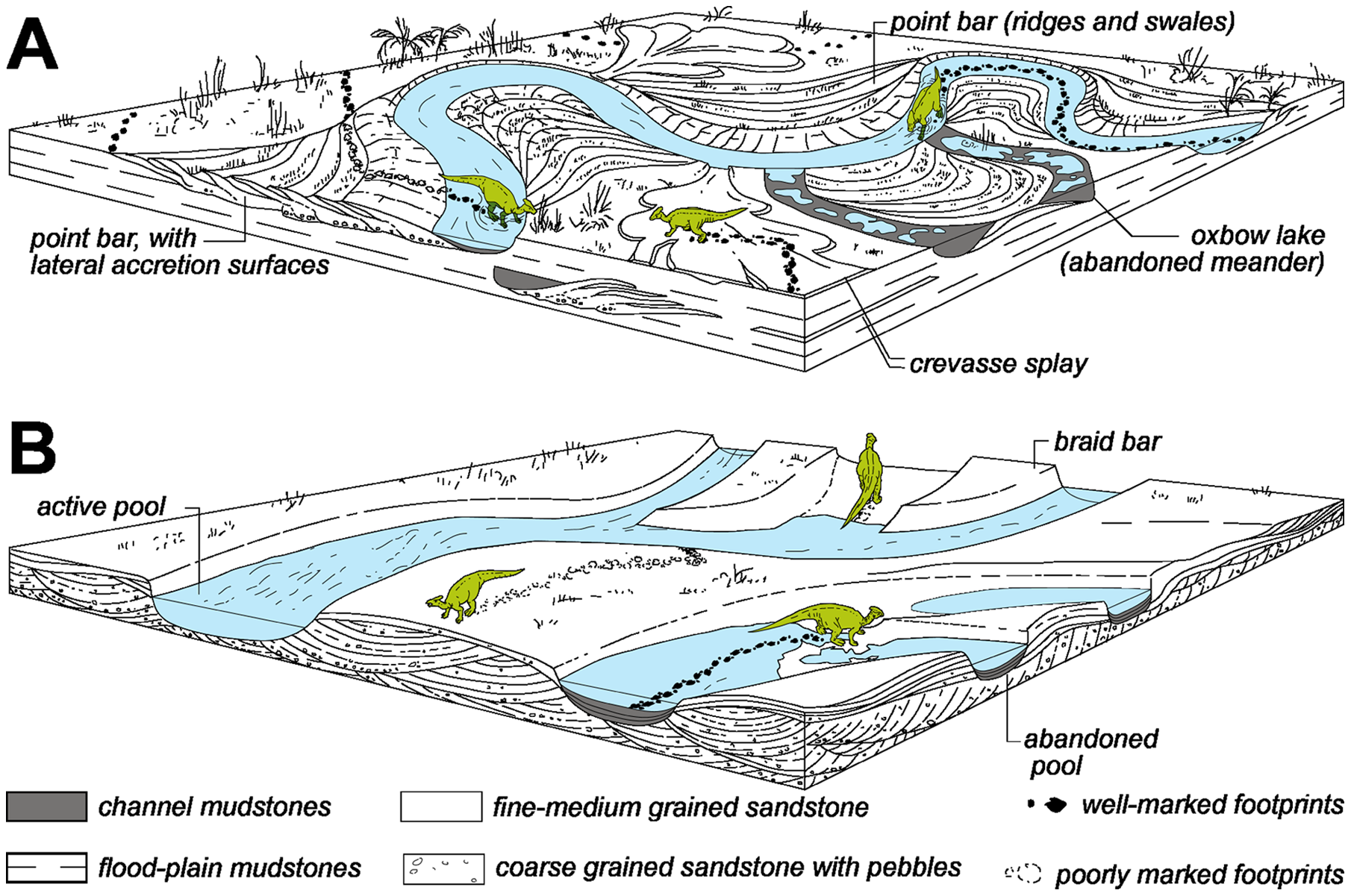
Ricostruzione paleo ambientale della collocazione di impronte di adrosauro in un contesto fluviale a meandri (a) e braided (b). Cretaceo superiore - Formazione di Tremp (Pirenei, Spagna).

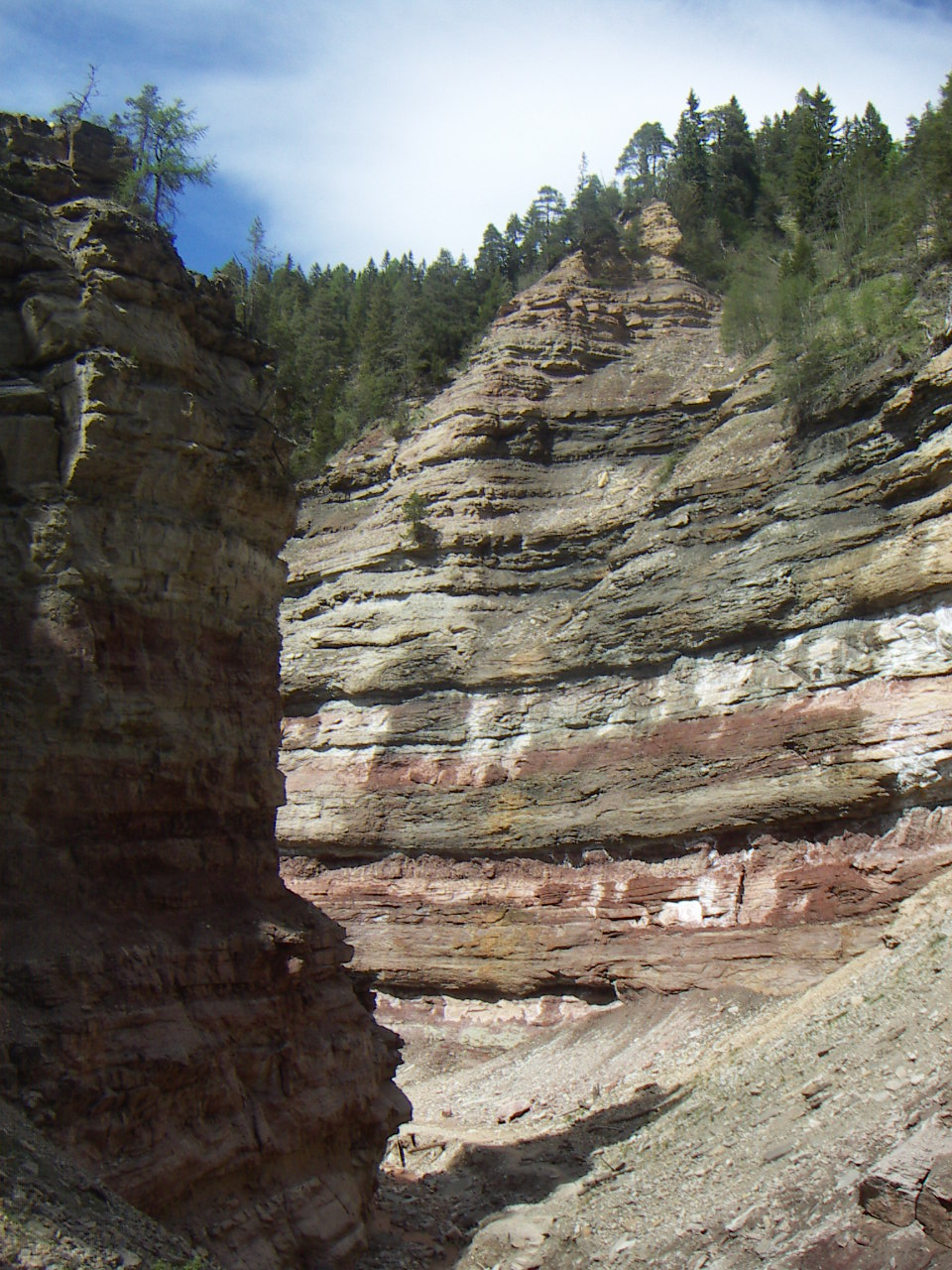
Affioramento di Arenarie di Val Gardena (Aldino, Alto Adige, Italia), formazione continentale alluvionale di età permiana superiore. Si tratta di arenarie di colore tipicamente rossastro in banchi metrici con base erosiva irregolare che passano verso l'alto a siltiti e peliti, secondo tipiche sequenze fining upward (in cui la granulometria del sedimento diminuisce verso l'alto per il decremento dell'energia del mezzo).

Nel Mesozoico questo ambiente è invaso progressivamente dagli Arcosauri, i cui rappresentanti più evoluti sono noti come Dinosauri, che evolvono ecosistemi con relazioni trofiche complesse. Con l'evento di estinzione di massa tardo cretacico questi sono rimpiazzati dai mammiferi, con forme prevalentemente di foresta nel Paleogene, mentre dal Miocene, con l'impostazione di condizioni relativamente più aride, si diffondono le praterie e si evolvono gli ungulati di tipo moderno.

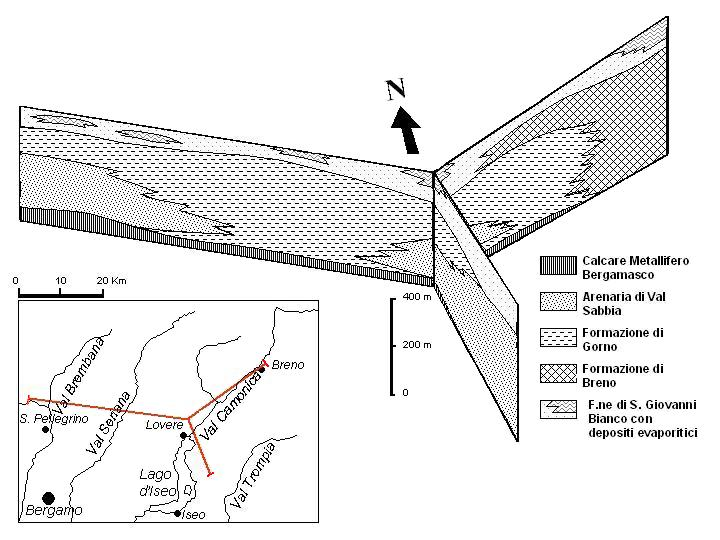
Schema stratigrafico del Carnico in Lombardia orientale. Da Assereto e Casati (1965); modificato. Scala verticale indicativa. L'Arenaria di Val Sabbia è un complesso alluvionale-deltizio passante verso nord a sedimenti carbonatici e misti di mare basso.

In Italia vi sono diversi esempi nel passato geologico di formazioni composte da sedimenti alluvionali. Un esempio particolarmente didattico è costituito dal sistema di piana alluvionale che occupò gran parte dell'area delle attuali Alpi meridionali (il cosiddetto Dominio Sudalpino) dalla Lombardia al Trentino-Alto Adige nel Permiano Superiore. Si tratta di sedimenti arenaceo-conglomeratici di colore rossastro, deposti dall'azione di corsi d'acqua di tipo prevalentemente intrecciato in ambiente arido o semi-arido. Nell'area più occidentale (Lombardia) prevalgono i sedimenti più grossolani, conglomeratici, che costituiscono il Verrucano Lombardo e rappresentano sedimenti di piana alluvionale prossimale ("alta pianura"). Verso est (Trentino-Alto Adige), questa formazione passa lateralmente alle Arenarie di Val Gardena, che rappresentano le facies distali (di "bassa pianura") dell'antico complesso alluvionale, localmente con reperti fossili vegetali, anche di statura arborea. Questa pianura era prospiciente verso est a un'area costiera, con relativi sedimenti di ambiente marino poco profondo (formazione a Bellerophon).
Un altro esempio di complesso alluvionale nel dominio sudalpino è costituito dalla Arenaria di Val Sabbia, in Lombardia orientale (province di Bergamo e Brescia. Questa unità stratigrafica, databile al Triassico Superiore (Carnico), è costituita tipicamente da litotipi terrigeni a forte componente vulcanoclastica (cioè contenenti materiale di derivazione vulcanica eroso e risedimentato). Le strutture sedimentarie (laminazioni incrociate e gradazioni dirette) sono riferibili a correnti d'acqua di tipo fluviale. L'associazione di facies sedimentaria è interpretabile come un complesso alluvionale di clima semiarido passante gradualmente verso nord a edifici deltizi e poi a facies finemente stratificate di prodelta. Gli affioramenti attuali registrano la presenza di almeno due grandi edifici alluvionali e deltizi, corrispondenti alle due aree di affioramento principali (Val Brembana e Val Trompia-Val Sabbia) e separate da un'ampia baia marina a sedimentazione carbonatica e mista. Questi depositi terrigeni derivano dallo smantellamento di edifici vulcanici situati a sud, nell'attuale area padana (quindi allora il mare era a nord).

## Esogeologia
La condizione di base per lo sviluppo di facies geologiche e geomorfologiche di pianura alluvionale sulla superficie di un corpo celeste è la presenza stabile di liquidi a bassa viscosità in grado di scorrere con un comportamento di tipo newtoniano e con regime prevalentemente turbolento. Nel sistema solare, oggetti geologici ed elementi geomorfologici riconducibili a processi di tipo fluviale e alluvionale in senso stretto sono presenti (oltre che ovviamente sulla Terra) anche sul pianeta Marte e su Titano (il satellite maggiore di Saturno), con caratteristiche morfologiche che sono espressione di processi molto simili a quelli terrestri. Tuttavia, anche su corpi celesti la cui superficie è sostanzialmente anidra e priva di liquidi (e lo è stata anche nel passato geologico), come Venere e la nostra Luna sono presenti elementi morfologici di tipo simile, riconducibili però ad attività vulcanica e all'escavazione di canali da parte di lave spiccatamente fluide e dotate di capacità erosiva meccanica. In tali casi l'esito, dal punto di vista morfologico, è di fatto simile alle forme d'erosione e sedimentazione conosciute sulla Terra nei sistemi alluvionali (descrivibili ugualmente come sistemi a meandri o intrecciati), e presuppone la presenza di accumuli di materiale (in questo caso in parte magmatico e in parte detritico) con significato analogo, come ad esempio argini naturali e barre fluviali. Elementi morfologici simili a canali fluviali ma derivati da attività vulcanica, meno ben conosciuti rispetto agli esempi citati sopra, sono stati osservati anche su altri corpi celesti del sistema solare, come il pianeta Mercurio e Io, un satellite di Giove caratterizzato da intenso vulcanismo.

### Marte

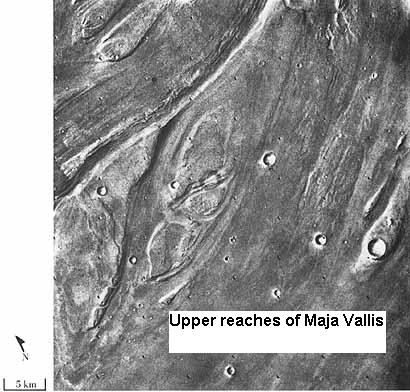
Marte, Maja Valles. Pattern di drenaggio di tipo intrecciato, che potrebbe essere stato originato da inondazioni catastrofiche.

Sedimenti assimilabili a depositi alluvionali sono probabilmente presenti anche sul pianeta Marte, verosimilmente sviluppatisi in condizioni simili a quelle della Terra primitiva. Sono stati rilevati per mezzo delle sonde spaziali (tramite soprattutto il telerilevamento fotografico) canali di tipo sia intrecciato sia a meandri situati entro solchi vallivi (un esempio molto citato è Melas Chasma), e formazioni geologiche simili ad apparati deltizi. Si ritiene che queste formazioni si siano originate tra il tardo Noachiano e l'Esperiano inferiore, periodo cronologico la cui datazione è stimata da 3 900 a 3 500 milioni di anni fa (corrispondente quindi alla parte più antica dell'Archeano terrestre). Immagini ad alta risoluzione (High Resolution Imaging Science Experiment - Mars Reconnaissance Orbiter) hanno permesso di riconoscere lineamenti interpretabili morfologicamente come strutture di origine fluviale (barre, argini e crevasse splays), e di escluderne l'origine eolica.

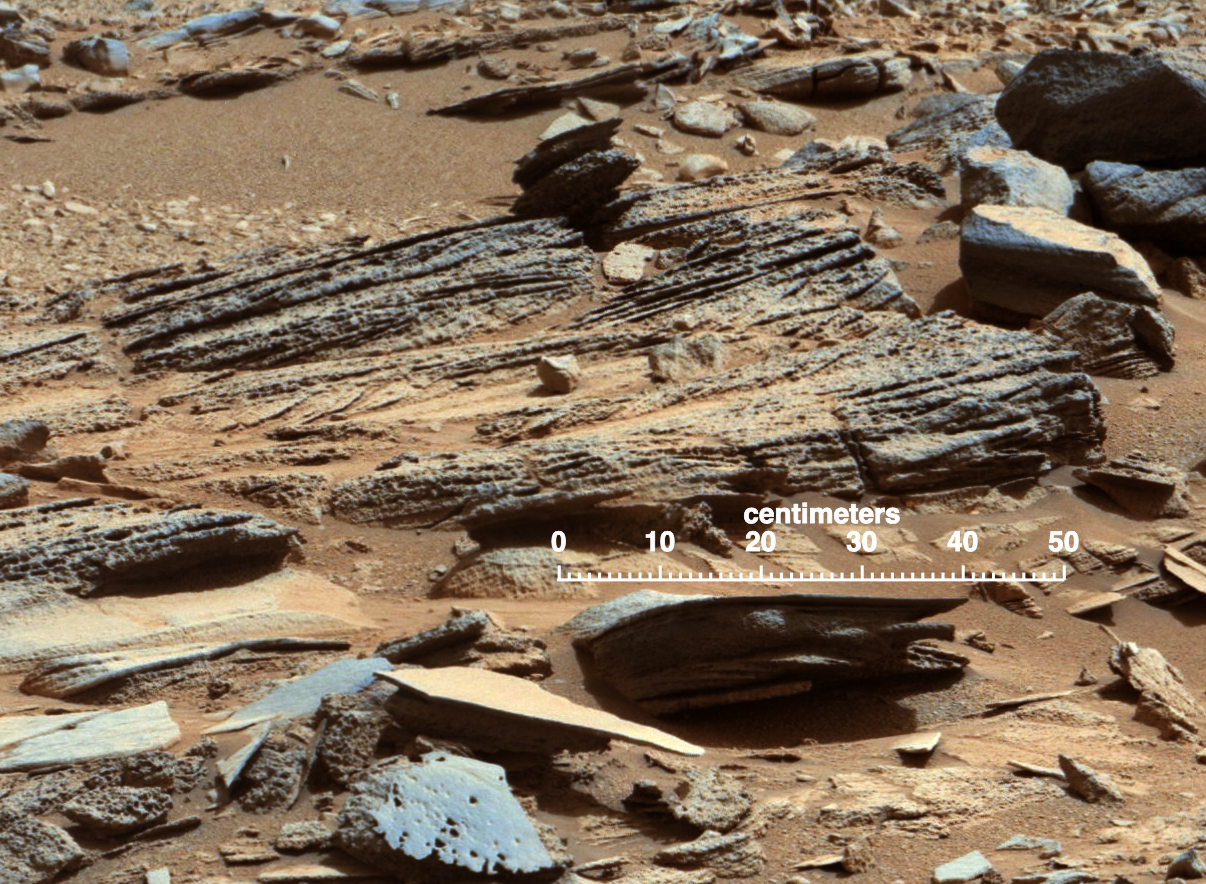
Marte, Cratere Gale. Affioramento roccioso noto col nome convenzionale di "Shaler", composto da arenarie stratificate, con laminazione obliqua tipo cross bedding originata da correnti fluviali. I frammenti rocciosi di forma laminare presenti nella parte bassa dell'immagine sono verosimilmente sedimenti più fini, il che sembrerebbe indicare la presenza anche di sedimenti di piana d'inondazione.

La distribuzione e la configurazione di queste strutture sono in accordo con una rete di drenaggio naturale e presentano indubbie analogie con le morfologie associate sulla Terra ad acque correnti in aree continentali. Ciò supporterebbe l'ipotesi che nel passato geologico di Marte vi fosse acqua allo stato liquido. Attualmente, le condizioni di pressione atmosferica e temperatura della superficie marziana non consentono la presenza stabile di acqua libera se non forse nelle regioni più basse, che si possono trovare al di sopra del punto triplo dell'acqua. Secondo ipotesi alternative, le formazioni geologiche indicate potrebbero essere state originate anche da anidride carbonica allo stato liquido (attualmente presente in quantità considerevoli come ghiaccio nelle calotte polari di Marte) o da metano liquido.

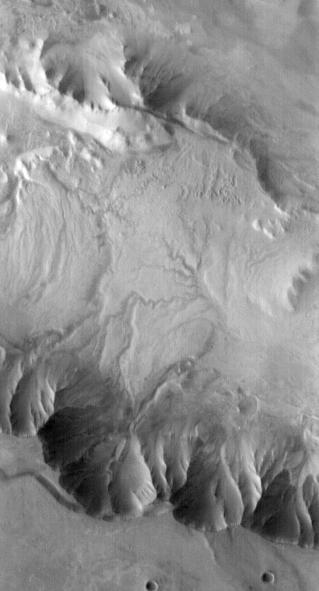
Area di Melas Chasma, su Marte. Fenomeni di erosione delle pareti di un canyon, da cui si origina un evidente reticolo fluviale di tipo ramificato associato a probabili sedimenti alluvionali sul fondo vallivo.

La missione (iniziata nel 2012) del Mars Science Laboratory (noto come Curiosity), ha consentito per la prima volta la ripresa di immagini ravvicinate di sedimenti marziani interpretabili come depositi alluvionali. Si tratta di rocce sedimentarie clastiche con granulometria molto variabile (conglomerati, arenarie e siltiti). I granuli (clasti), di cui sono composti i sedimenti sono contraddistinti da scarsa selezione e da forma variabile da subangolare a subarrotondata, caratteristiche che suggeriscono una loro rielaborazione da parte di acque correnti di tipo fluviale. I depositi arenacei appaiono organizzati in strati, talora con evidenti strutture sedimentarie (laminazione incrociata o cross bedding), che sono espressione di dune subacquee, alternati con siltiti laminate. La loro granulometria, peraltro, è tale (sabbie grossolane e molto grossolane, con granuli fino a oltre 2 mm) da escludere che si tratti di strutture da duna eolica (originate cioè dal vento). Questi sedimenti sono quindi interpretabili come depositi di canale fluviale e, in generale, di piana alluvionale.

### Titano

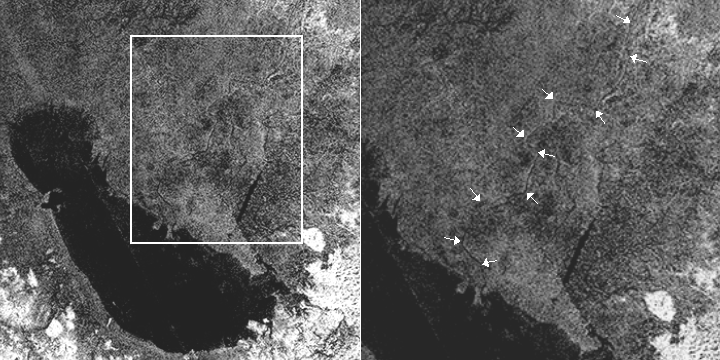
Morfologia compatibile con un reticolo di drenaggio di tipo fluviale a meandri sulla superficie di Titano; il bacino visibile verso il basso dell'immagine è l'Ontario Lacus. Presumibilmente questi canali drenano miscele di idrocarburi allo stato liquido. Il canale meandriforme evidenziato apparentemente sfocia nel bacino in prossimità di elementi morfologici lobati che ricordano un delta fluviale.

L'unico altro corpo celeste noto nel sistema solare (oltre alla Terra) sulla cui superficie sono attualmente presenti stabilmente liquidi, è il satellite maggiore di Saturno, Titano, dotato di un'atmosfera molto più densa di quella della terra (5,3 kg/m³ contro 1,27 kg/m³ della Terra) e con una pressione atmosferica maggiore del 50% (1,5 bar) rispetto a quella terrestre. Le condizioni della superficie di Titano sono conosciute da alcuni anni grazie alla missione spaziale Cassini-Huygens, a partire dal 2004, anno in cui la sonda è giunta in orbita su Saturno.
Il satellite è ricoperto in gran parte da mari e laghi di idrocarburi allo stato liquido (metano ed etano soprattutto); è stato anche rilevato un vero e proprio reticolo idrografico, di tipo sia ramificato sia meandriforme, con morfologia del tutto analoga a quella degli equivalenti terrestri. Sul satellite, secondo tutte le evidenze finora raccolte dalla missione Cassini, è presente un ciclo idrologico impostato non sull'acqua ma sugli idrocarburi, con evaporazione, precipitazioni atmosferiche, una rete di drenaggio e bacini di raccolta dei fluidi. Anche se le immagini radar finora raccolte non hanno sufficiente dettaglio per il riconoscimento di elementi morfologici a piccola e media scala (come ad esempio argini naturali e barre), è del tutto verosimile che depositi di tipo alluvionale si possano essere formati in questo contesto.

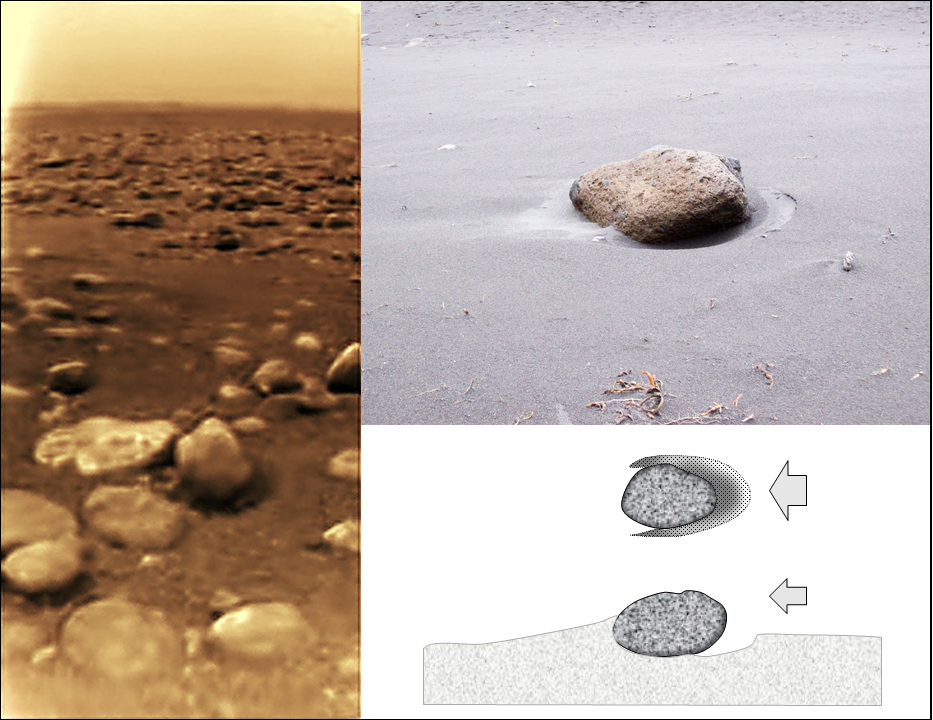
Immagine della superficie di Titano nel sito di atterraggio della sonda Huygens. Il sedimento a contatto con i ciottoli è caratterizzato da nicchie d'erosione (current crescents) determinate da una corrente liquida. Il raffronto proposto (a destra) è con una forma simile di un sedimento di spiaggia terrestre. Le forme d'erosione si sviluppano nella parte sopracorrente dei clasti, quindi la direzione della corrente nell'immagine di Huygens è da destra a sinistra.

L'immagine ravvicinata della superficie titaniana riportata dal modulo Huygens mostra depositi di aspetto e consistenza simili a quelli della sabbia, con ciottoli ben arrotondati analoghi a quelli presenti nei sedimenti fluviali terrestri di corsi d'acqua di tipo intrecciato. In questo caso, i ciottoli sono composti di ghiaccio, e il sedimento è probabilmente costituito sempre da frammenti di ghiaccio e particolati di natura organica (toline) derivati dalla fotolisi degli idrocarburi atmosferici da parte della luce solare e precipitati con le "piogge" di idrocarburi liquidi. È interessante notare le evidenti depressioni di forma semilunata situate alla base di alcuni ciottoli (ad esempio alla base del ciottolo tondeggiante poco sotto il centro dell'immagine), che per analogia con sedimenti terrestri sono interpretabili come fenomeni di erosione prodotti dall'azione di correnti fluide unidirezionali, con caratteristiche reologiche simili a quelle dell'acqua. In questo caso si tratta di current crescents, cavità ad arco che si formano a ridosso di un clasto, nella parte sopracorrente (gli apici dell'arco indicano quindi la direzione e il verso della paleocorrente), sotto l'azione di una lama d'acqua corrente. Occorre notare d'altro canto che l'evidenza dell'immagine non mostra presenza di fluidi al momento della ripresa. Inoltre, mentre sulla Terra questa tipologia di strutture si incontra soprattutto in ambienti alluvionali, costieri o subglaciali come forme prodotte da correnti acquee e molto subordinatamente da correnti eoliche, su Marte ad esempio la loro genesi sembrerebbe più ambigua, trovandosi sia in contesti a sedimentazione eolica, sia in contesti interpretabili come fluviali (da piene catastrofiche).

### Venere

Schema restitutivo di un'area canalizzata sulla superficie di Venere. Si tratta di canali meandriformi (linee spesse) con probabili barre e bypass di meandro (linee sottili).

Anche su Venere è stata riscontrata la presenza di canali con pattern sia intrecciati sia meandriformi e formazioni interpretabili come barre di meandro ed edifici deltizi, con caratteri morfologici molto simili (anche se non identici) agli analoghi terrestri e sviluppo talora pari a centinaia o migliaia di chilometri. In particolare, i canali a meandri venusiani sono simili a quelli terrestri per quanto riguarda le misure di lunghezza d'onda e ampiezza dei meandri, ma il rapporto tra le due misure (lunghezza d'onda / ampiezza) e il raggio di curvatura sono leggermente più elevati per i meandri venusiani. Questi caratteri evidenziano una sinuosità complessivamente meno marcata rispetto agli analoghi terrestri e sembrerebbero indicare caratteristiche di flusso non completamente assimilabili.
D'altro canto, considerate le condizioni estreme di pressione e temperatura alla superficie venusiana, è generalmente accettato che né l'acqua né alcun altro dei liquidi sopra citati possano essere all'origine di queste strutture. Nemmeno l'acido solforico originato dalle nubi atmosferiche può averle determinate, poiché l'elevata temperatura negli strati bassi dell'atmosfera (437-467 °C) ne induce la vaporizzazione. È ugualmente poco probabile che si tratti di strutture createsi nel remoto passato del pianeta, in condizioni ipoteticamente meno estreme di quelle attuali, a causa dell'elevata dinamicità della crosta venusiana.

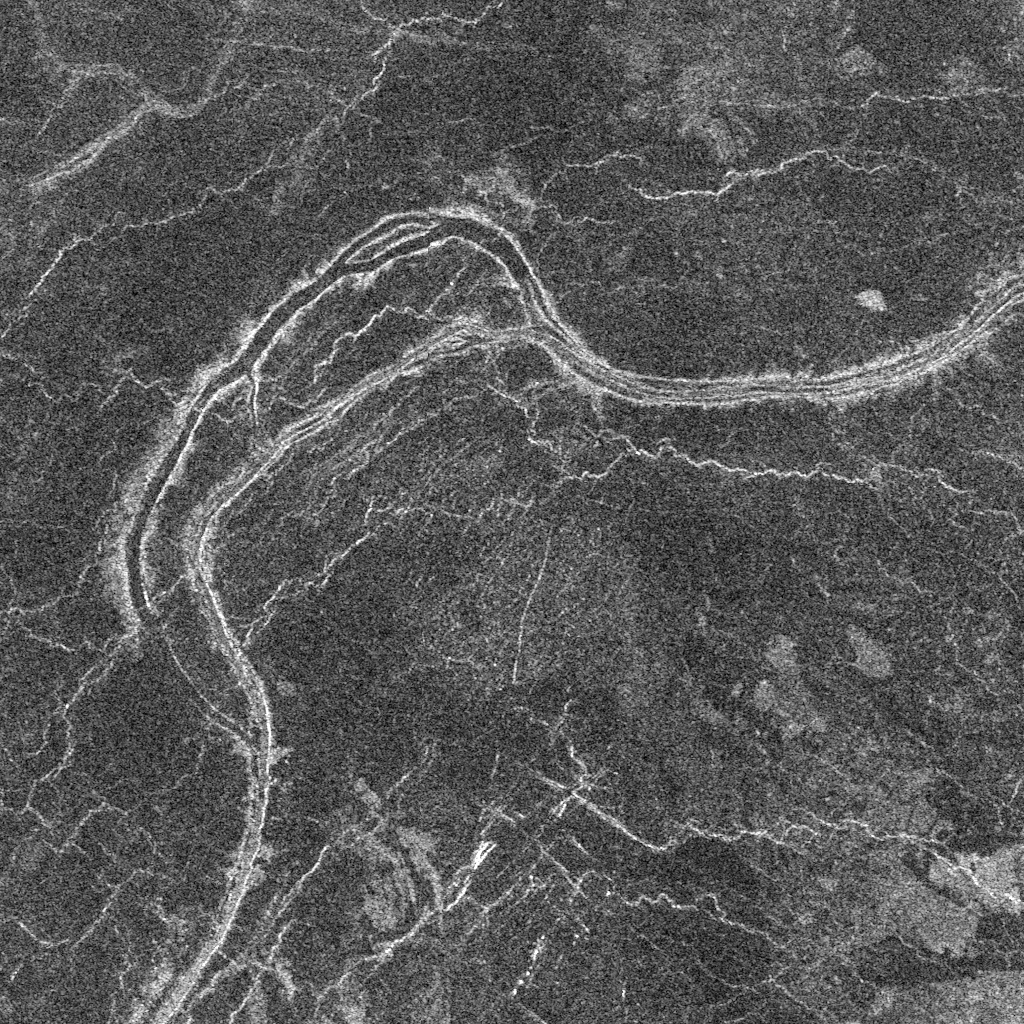
Particolare di una morfologia canalizzata sulla superficie venusiana, dall'area di Fortuna Tessera. La larghezza del canale è circa 2 km e l'ampiezza dell'immagine circa 50 km. È visibile un ampio meandro con fenomeni di diversione dell'alveo (quasi un "taglio" del meandro stesso) e isole fluviali.

Nel 1998 è stata avanzata l'ipotesi che i canali e le strutture relazionate siano state create dallo scorrimento di lave non-silicatiche, a composizione carbonatica (carbonatiti), la cui viscosità a temperature come quelle della superficie di Venere è compatibile con queste morfologie e con i tempi necessari allo scavo dei canali stessi (mentre la maggior parte delle lave silicatiche a composizione basaltica, le meno viscose conosciute, solidificherebbero comunque troppo in fretta e darebbero origine a strutture molto diverse). Le uniche eruzioni di carbonatiti osservate sulla Terra (vulcano Ol Doinyo Lengai, Tanzania), hanno dato origine a lave a bassa temperatura (500-600 °C) e bassissima viscosità, di aspetto e consistenza simili a quelle del fango. Si tratterebbe quindi di magmi con caratteristiche reologiche abbastanza prossime a quelle dell'acqua e in grado di dare origine a strutture sedimentarie confrontabili. Altri fluidi di origine vulcanica con comportamento reologicamente simile a quello dell'acqua alle condizioni della superficie di Venere sarebbero lo zolfo, o anche rocce effusive a temperatura eruttiva estremamente elevata (oltre 1 200 °C) come le komatiiti o ancora lave basaltiche forse simili ai basalti lunari ricchi in ferro e titanio In questi casi, l'equivalente dei sedimenti alluvionali terrestri sarebbero frazioni cristallizzate del magma e frammenti di roccia erosi e presi in carico dallo stesso.

### Luna

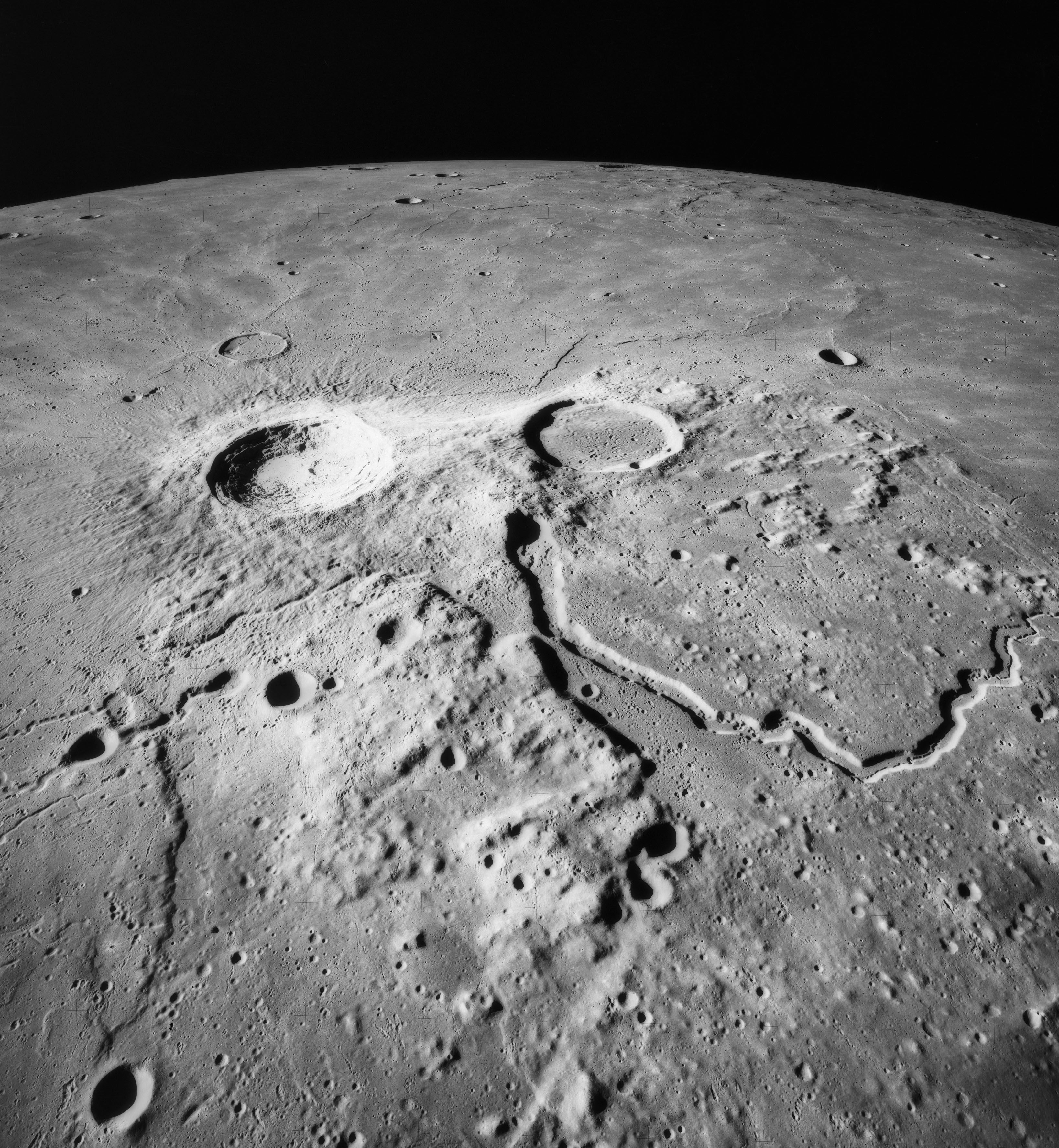
Veduta dei crateri Aristarco ed Erodoto ripresa durante la missione Apollo 15. Sono chiaramente visibili tracciati apparentemente simili ad alvei fluviali, il più grande dei quali è la Vallis Schröteri (a destra), interpretabili come canali di lava. Notare l'origine dei canali da crateri che costituiscono probabilmente antichi centri eruttivi.

Anche nel caso della Luna, le caratteristiche stesse del satellite (troppo piccolo per aver mai avuto una pressione atmosferica significativa), e la sostanziale assenza di minerali idrati nei campioni di superficie disponibili, portano all'interpretazione di morfologie canaliformi di tipo fluviale come forme derivate dall'attività vulcanica. La sinuosità di questi canali è molto variabile, ma generalmente inferiore a quella degli analoghi terrestri. Sono presenti argini naturali (levee), e il rapporto tra ampiezza e profondità dei canali è generalmente alto (da 4/1 a 11/1).
Il loro profilo può essere sia a V sia a U, dipendentemente dallo stato di degradazione dei fianchi dei canali stessi. Il loro sviluppo può essere di decine di chilometri: il canale più grande conosciuto è la Vallis Schröteri, che raggiunge circa 175 km di lunghezza e un'ampiezza massima di circa 10 km, ed è caratterizzata da terrazzi naturali interni, dovuti alla reincisione dell'alveo da parte di varie generazioni di flussi. Questi elementi morfologici, nella terminologia esogeologica tradizionale, rientrano nelle categorie Rimae per quelle più ridotte (chilometri o decine di chilometri di lunghezza e centinaia di metri o chilometri di ampiezza), e Valles per quelle più sviluppate (decine o centinaia di chilometri di lunghezza e fino a decine di chilometri di ampiezza).

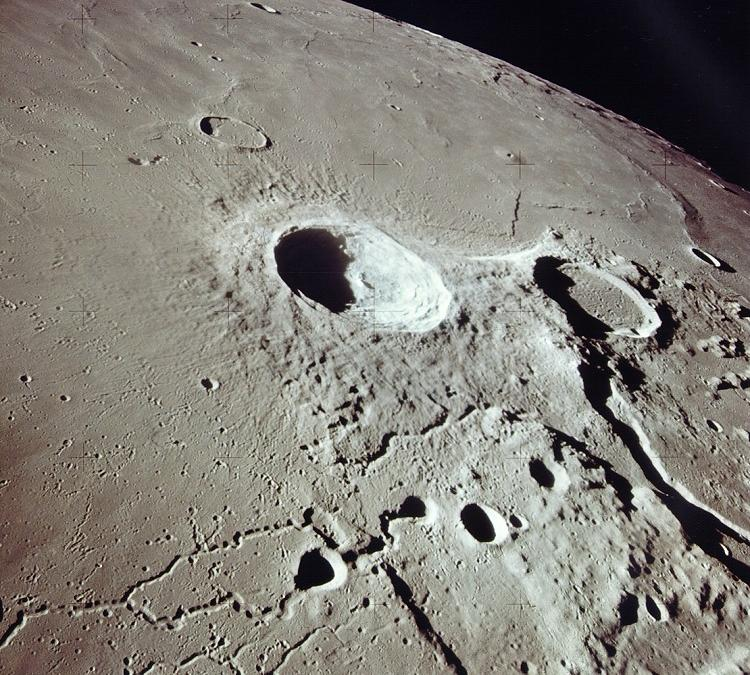
Veduta dell'area del cratere Aristarchus (missione Apollo 15). Dettaglio sulle Rimae Aristarchus.

I canali lunari si originano spesso improvvisamente da aree topograficamente depresse (tipicamente crateriformi) che rappresentano probabilmente antichi centri eruttivi, mentre all'estremità distale generalmente mancano elementi morfologici definiti (come sarebbe ad esempio un delta fluviale vero e proprio). Questo è dovuto verosimilmente sia a processi di seppellimento da parte di flussi successivi sia alla fluidità delle lave responsabili dell'escavazione dei canali, che ha impedito lo sviluppo e la preservazione di depositi terminali.
I fluidi responsabili di queste morfologie sono probabilmente lave di tipo basaltico, più fluide della maggior parte degli analoghi terrestri (basalti ad alto contenuto di ferro e titanio). Poiché attualmente la Luna è priva di un'attività geologica significativa, la formazione di queste strutture si è verificata nel remoto passato del satellite, nelle ere geologiche anteriori all'Eratosteniano, che ha il suo limite inferiore a circa 3 200 milioni di anni fa, e verosimilmente nell'Imbriano superiore (3 800-3 200 Ma), caratterizzato dalle grandi effusioni basaltiche che hanno colmato i bacini lunari.

## Interesse economico

### Storia della presenza umana

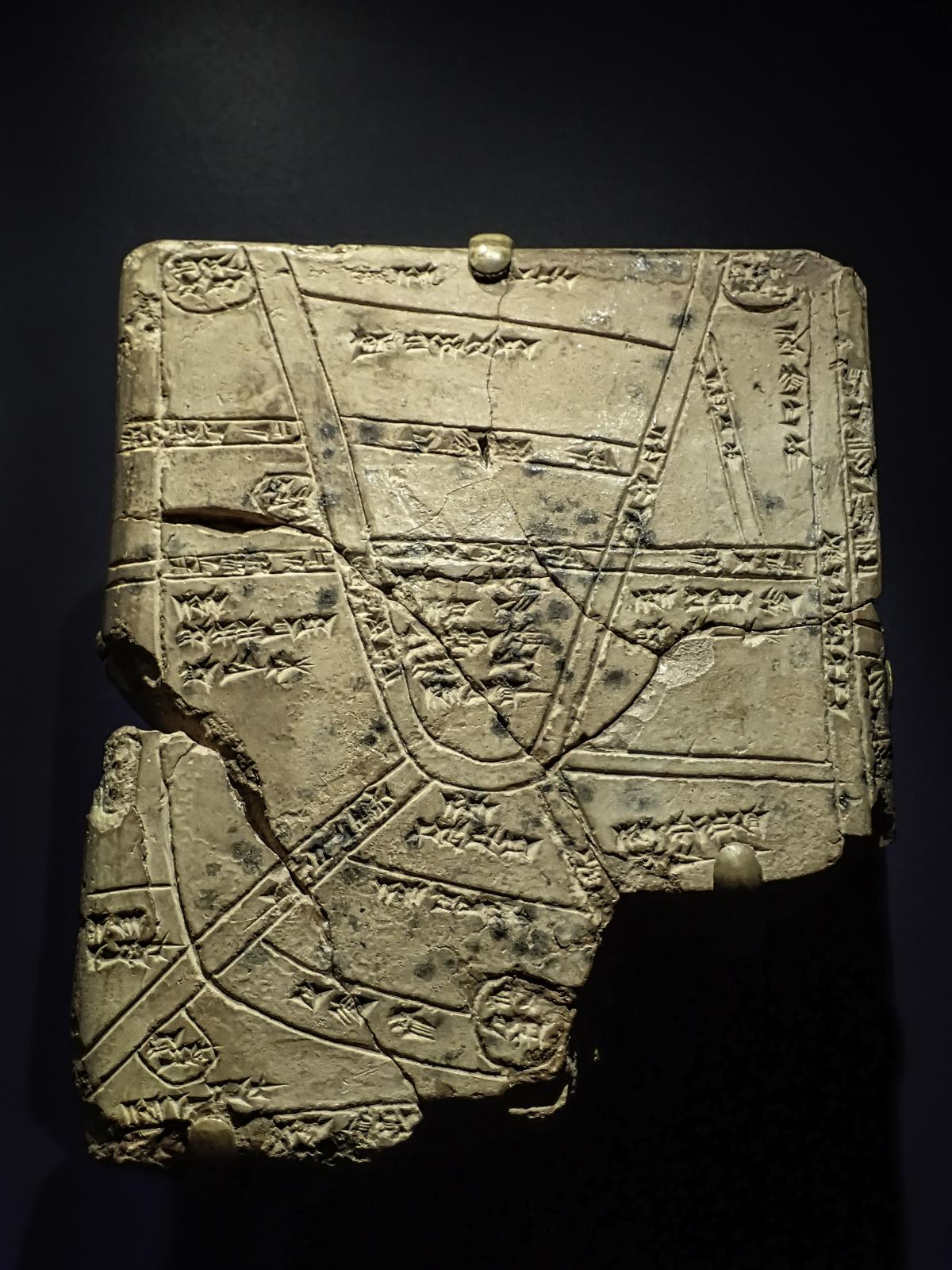
Tavoletta d'argilla cuneiforme babilonese (periodo cassita) da Nippur, che rappresenta una mappa con indicazione dei campi e dei canali di irrigazione (1550-1450 a.C.)

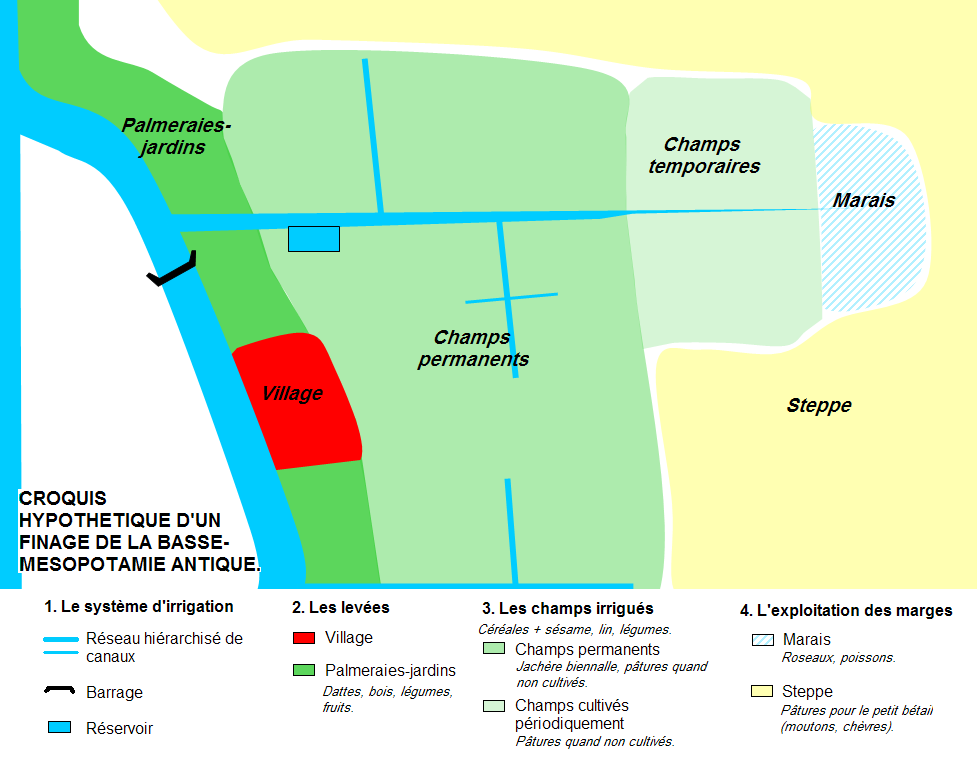
Ricostruzione ipotetica di un sito agricolo sumerico nella bassa Mesopotamia, con l'indicazione del reticolo di canali irrigui, delle aree agricole e della tipologia di coltura: orti e palmeti sulle aree ripariali del corso d'acqua, campi permanenti e temporanei e aree lasciate ad acquitrino e a steppa

Queste aree sono di primaria importanza per l'economia umana, poiché contengono concentrazioni di popolazione tra le più importanti al mondo e le maggiori risorse agricole e industriali (per dare alcuni esempi, le valli del Fiume Giallo, del Gange, dell'Indo, del Nilo, del Tigri e dell'Eufrate, del Volga, del Po).
Questa preminenza ha origini storiche, dal momento che le culture urbane si sono sviluppate preferenzialmente in questo contesto ambientale a partire dal Neolitico. Per citare le più conosciute: la cultura sumera e quella egiziana, sviluppatesi nella cosiddetta Mezzaluna Fertile, regione definita dalle pianure alluvionali del Nilo, del Giordano e del Tigri-Eufrate, ma anche ad esempio le culture della valle dell'Indo e quelle delle pianure della Cina. L'ambiente di piana alluvionale infatti offriva da un lato un'ampia disponibilità di risorse agricole il cui surplus potesse essere investito nello sviluppo delle comunità urbane, dall'altro una maggiore facilità di comunicazione che favorisse il trasporto e lo scambio delle merci e quindi il sorgere di un commercio organizzato. Per queste ragioni, il controllo di queste aree è stato fondamentale per lo sviluppo delle entità statali e ne ha spesso condizionato la politica di espansione.
Questa situazione ha accompagnato e sicuramente condizionato tutta la storia umana, fino alla rivoluzione industriale europea avvenuta nella seconda metà del XVIII secolo. Da questo evento in poi, le aree di pianura alluvionale (dapprima in Europa, poi in tutto il mondo) hanno subito spesso uno sviluppo urbano e industriale sempre maggiore, con fenomeni d'immigrazione dalle campagne alle città (urbanesimo) che talora, almeno nei paesi più sviluppati, ne ha messo in ombra l'originaria vocazione agricola. Parallelamente a questo tipo di sviluppo, sono anche sorti diffusi problemi di ordine ambientale, come l'inquinamento e il dissesto idrogeologico, collegati sia all'aumento delle concentrazioni urbane e industriali, sia allo sfruttamento del territorio da parte di un'agricoltura sempre più intensiva e tecnologica.

### Agricoltura e allevamento

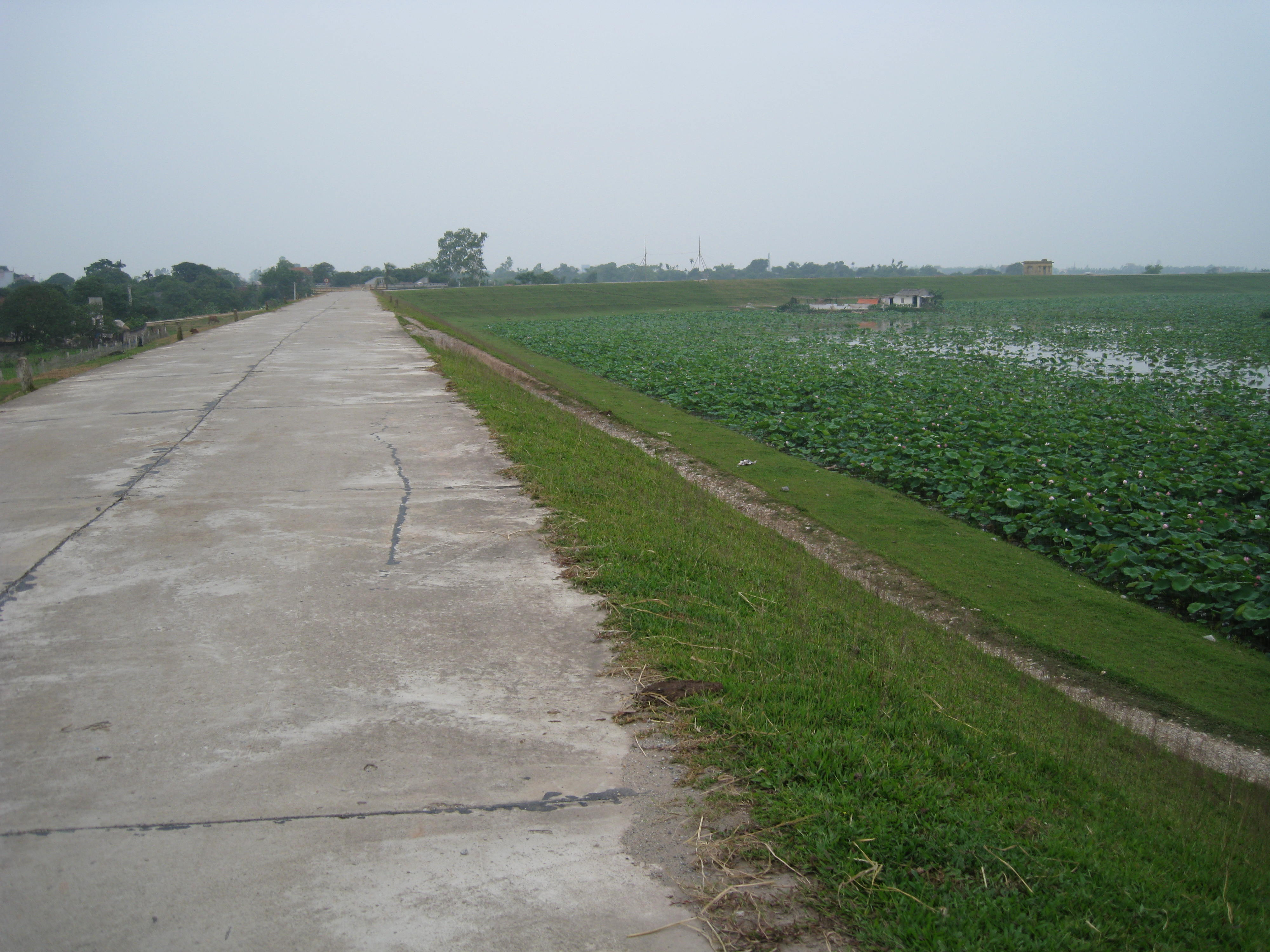
Vietnam. Argine artificiale in una piana alluvionale intensamente coltivata.

Come si è accennato, sono le attività economiche di origine più antica praticate in queste aree, che vi si prestano particolarmente per l'accessibilità, dovuta alla presenza di vaste aree pianeggianti favorevoli alla costruzione di vie di comunicazione, e di vaste riserve di acqua dolce (come acque superficiali o falde acquifere) per l'uso umano, l'irrigazione delle colture e per il bestiame. Le caratteristiche di fertilità del suolo variano notevolmente in funzione del clima.
La necessità di irrigare i campi allo scopo di garantire apporti d'acqua costanti e nei tempi opportuni per le colture ha portato allo scavo di canali d'irrigazione, con notevole impatto sull'idrografia locale, spesso modificata in maniera radicale con la deviazione di corsi d'acqua preesistenti e il collegamento di vie d'acqua prima separate. Parallelamente, la necessità di regolamentare le piene fluviali e di eliminare o limitare le inondazioni ha portato alla costruzione di argini artificiali e dighe.

### Potenziale minerario
I sedimenti sabbiosi e arenacei di origine alluvionale sono, a scala globale, i più abbondanti nelle sezioni stratigrafiche, insieme ai sedimenti deltizi (circa il 50%). Anche i sedimenti argillosi sono molto diffusi nelle zone di piana d'inondazione. Questo ne fa delle fonti di materiali inerti per l'edilizia di primaria importanza, fondamentali per sviluppo dell'industria delle cave per la fabbricazione di cemento, malta e mattoni. Un esempio significativo è la storia post-bellica della cavatura di inerti dal fiume Po. A partire dagli anni cinquanta le concessioni per l'estrazione di inerti dall'alveo fluviale sono incrementate notevolmente per alimentare lo sviluppo del sistema viario e dell'edilizia. I quantitativi estratti dal Po sono progressivamente aumentati dai 2,5 milioni di m3/anno fino a raggiungere un valore stimato in circa 12 milioni di m3/anno. A partire dal 1983 si è avuta un'inversione di tendenza e i quantitativi estratti sono stati progressivamente ridotti e si sono instaurati controlli più severi sui quantitativi effettivamente asportati. Più recentemente, nel periodo 1982-2005, le estrazioni concesse dall'AIPO, ammontano a circa 16 milioni di m3, pari a circa 700 000 m3/anno, di cui l'86% lungo l'asta fluviale principale e il 14% nel comprensorio del delta. Lungo il fiume si contano circa sessanta cantieri per l'estrazione di inerti.
Nei sedimenti alluvionali possono trovarsi isolati per opera dell'erosione minerali pesanti, pregiati o di uso industriale. Esempi classici sono le sabbie e ghiaie alluvionali aurifere, presenti anche in alcuni fiumi italiani, come il Ticino e la Dora Baltea, e le alluvioni diamantifere presenti nei paesi sud-africani, in India (ad esempio nella regione di Golconda, nell'India centro-meridionale) e in Brasile.
Mineralizzazioni a uranio possono essere presenti in sedimenti alluvionali: in questo caso si nota spesso una stretta associazione tra la facies sedimentaria e la presenza di minerale. Un classico esempio sono le mineralizzazioni in sedimenti triassici e giurassici dell'altopiano del Colorado e dello Utah (Morrison Formation), ove il minerale risulta concentrato in corrispondenza di associazioni di facies di canale abbandonato o parzialmente abbandonato ricche di argilla e materia organica, con arenarie in corpi lenticolari permeabili di limitata estensione laterale, e associato in massima parte a materiale carbonaceo e resti di piante. I minerali di interesse (ossidi di uranio e vanadio, come ad esempio la carnotite) risultano solubili e mobili in condizioni ossidanti. L'isolamento dei corpi arenacei incassati entro argille prevalenti e la presenza di materia organica in decomposizione provocano nelle acque di strato condizioni locali riducenti che inducono la precipitazione del minerale. Quest'ultima avviene soprattutto all'interfaccia tra i sedimenti sabbiosi permeabili e i sedimenti incassanti argilloso-siltosi a bassa permeabilità.
In generale, nelle facies di piana di inondazione possono essere presenti livelli di carbone, coltivabili minerariamente ove raggiungano sufficiente frequenza e spessore. Questi livelli hanno origine dalla deposizione di materia organica vegetale in acquitrini (swamps) entro le aree di intercanale, nella piana di inondazione, e hanno una distribuzione generalmente molto irregolare e scarsamente predicibile, potendo oltretutto essere incisi e parzialmente asportati dalla continua migrazione laterale dei canali. La loro preservazione dipende dal tasso di subsidenza, che deve essere elevato per consentire il rapido seppellimento dei resti vegetali e la sottrazione all'opera degli organismi saprofagi e all'ossidazione. L'estrazione del minerale in questo tipo di giacimenti, ove la concentrazione del minerale li rende economici, è condotta sia a giorno, in miniere di superficie, sia mediante cunicoli sotterranei.

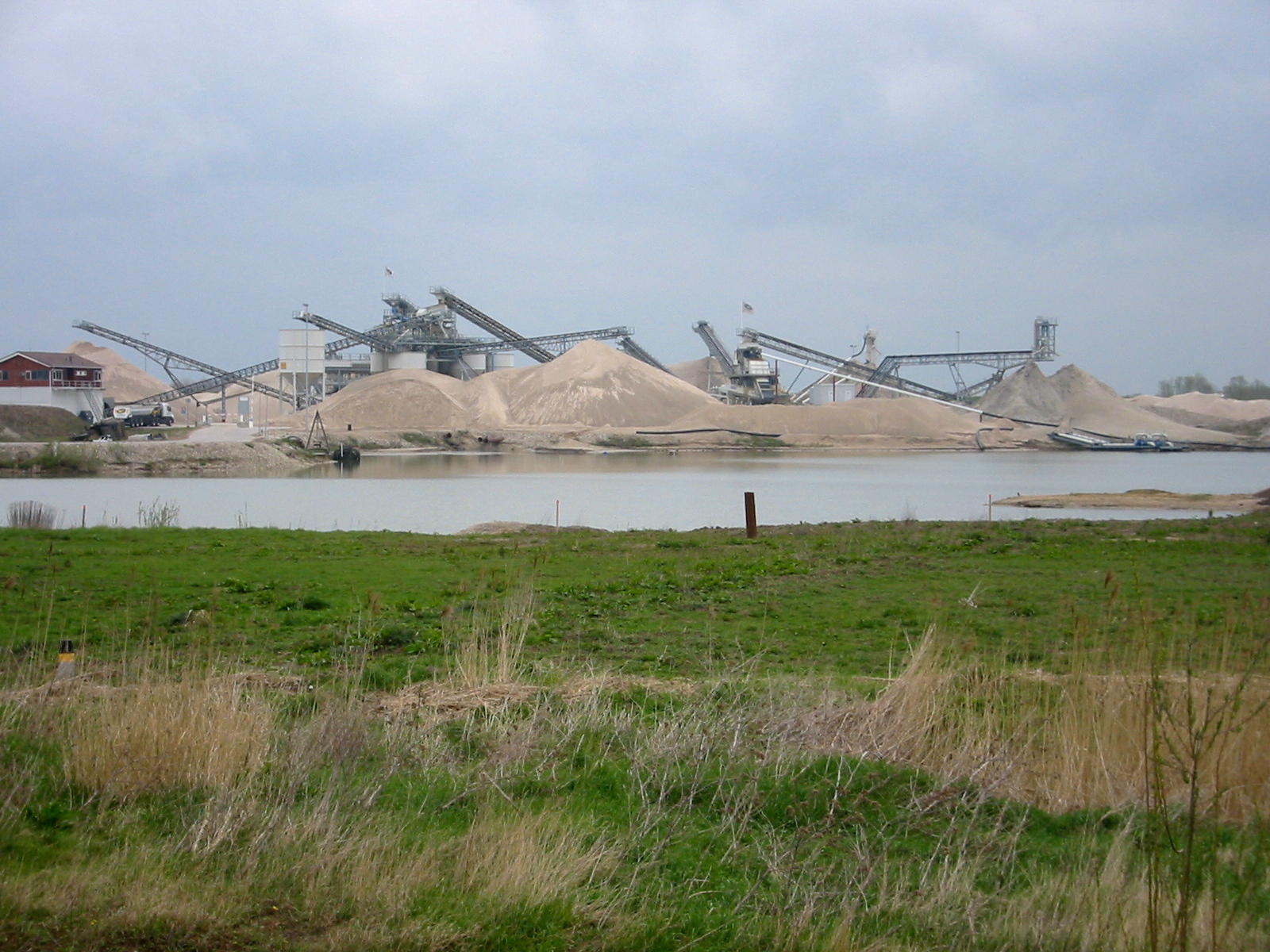
Una cava di inerti lungo un fiume al confine tra Paesi Bassi e Germania
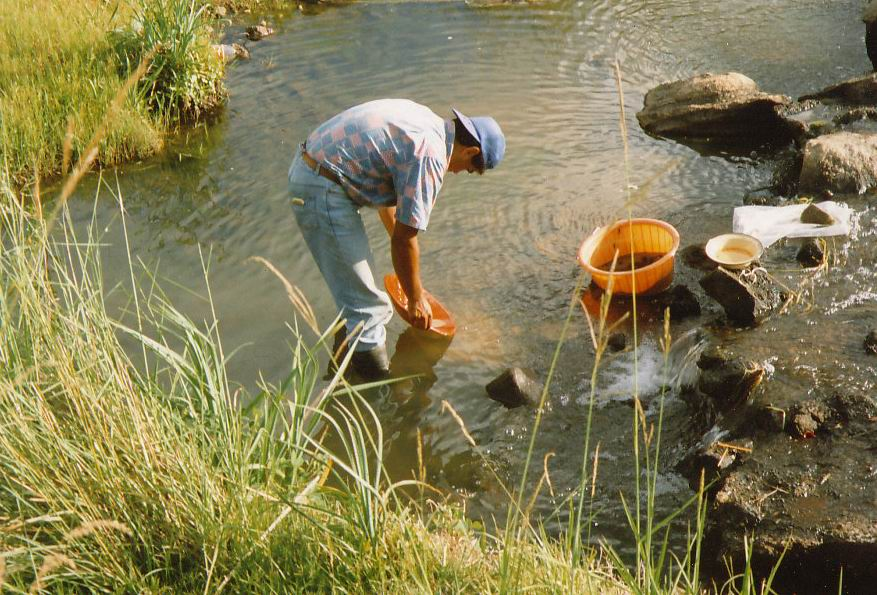
Ricerca di oro in sedimenti fluviali attraverso la levigazione, procedura che permette di separare i minerali pesanti (come appunto l'oro) dai sedimenti stessi
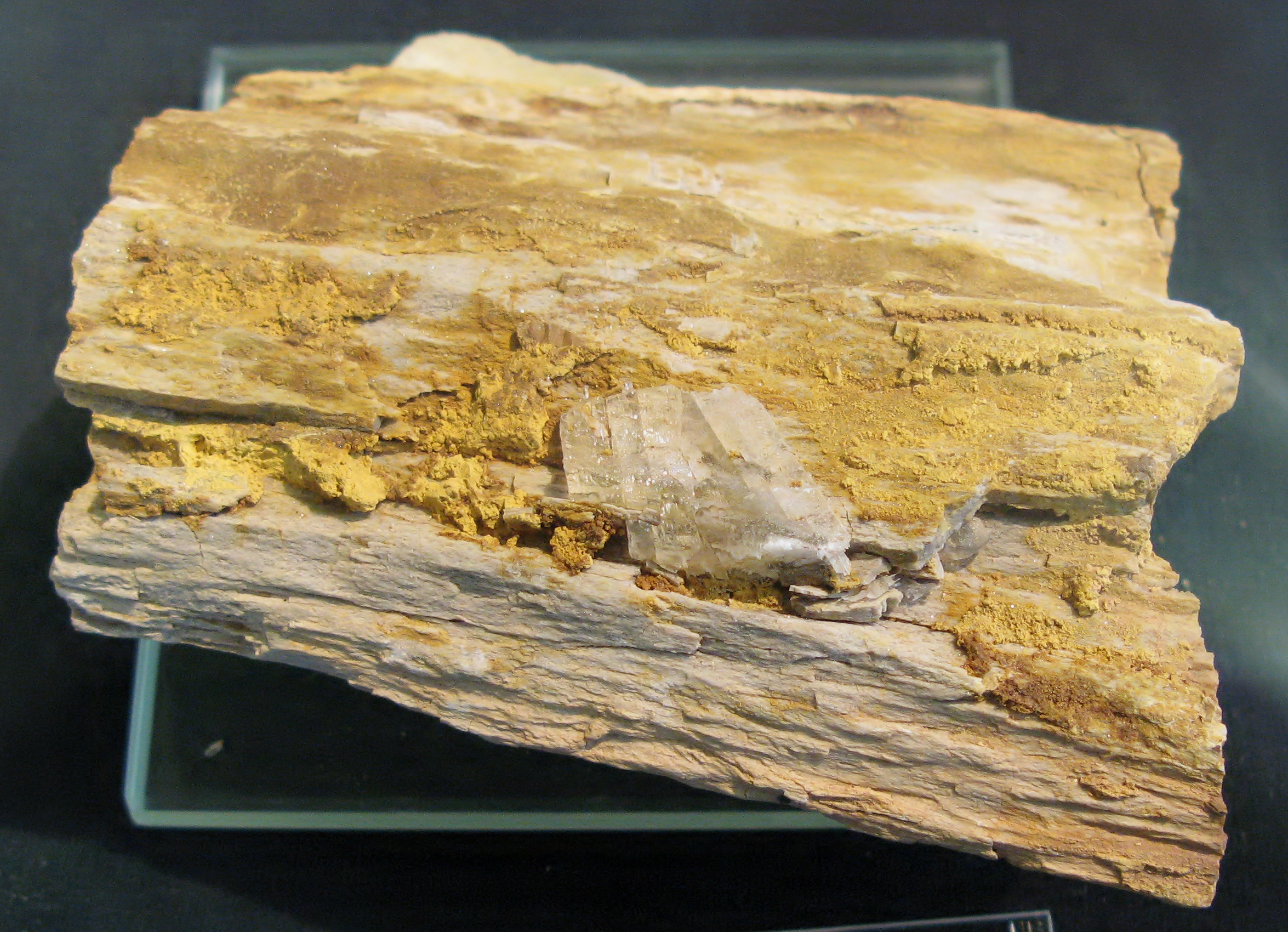
Carnotite, minerale di uranio su legno fossile, Morrison Formation, Utah. La precipitazione del minerale è stata causata nei sedimenti di piana alluvionale dalla presenza di materiale carbonaceo come agente riducente.
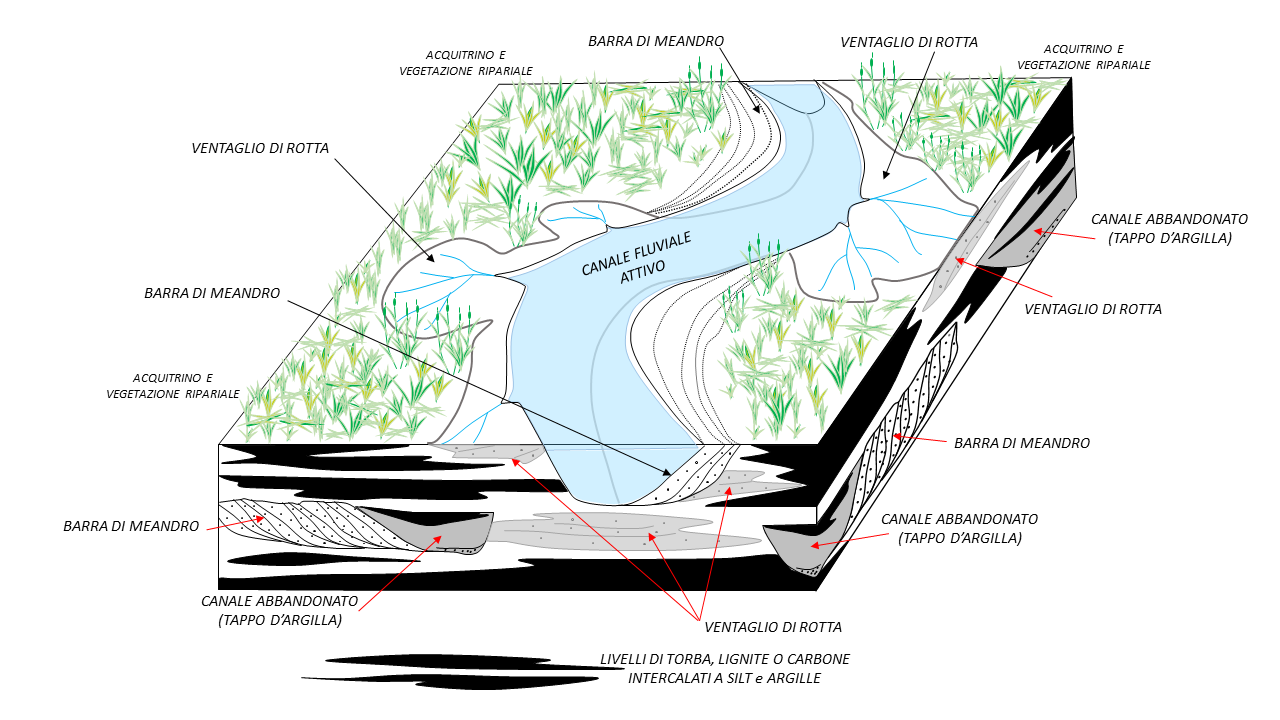
Block diagramma generale che illustra l'occorrenza di livelli di carbone (o lignite, o torba a seconda dell'età e della diagenesi) in un ambiente fluviale a meandri

### Potenziale di ricerca degli idrocarburi
Il sistema alluvionale è poco favorevole alla formazione degli idrocarburi. Questo perché spesso le condizioni di sedimentazione di questo ambiente sono ossidanti e quindi non favoriscono l'accumulo e la preservazione della materia organica. Inoltre la materia organica, anche quando si conserva, è di tipo continentale, più favorevole alla formazione di carbone e gas naturale che di petrolio. D'altro canto, le rocce e i sedimenti alluvionali sabbiosi e arenacei, soprattutto appartenenti alle facies di canale, sono rocce serbatoio di primaria importanza per le loro buone caratteristiche petrofisiche (porosità e permeabilità), quando le condizioni strutturali del bacino sedimentario permettono ai livelli di origine alluvionale di venire a contatto con rocce madri di buona qualità. La potenzialità dei sistemi alluvionali differisce notevolmente tra sistemi a canali intrecciati e sistemi a meandri:
- Sistemi intrecciati. Sono costituiti prevalentemente da sabbie, con pochi livelli argillosi, in massima parte discontinui, quindi questi sistemi tendono a dare origine (in presenza di condizioni strutturali adeguate e di una roccia di copertura) a giacimenti caratterizzati da grandi volumi di idrocarburi.
- Sistemi meandriformi. In questi sistemi i sedimenti sono caratterizzati da un rapporto complessivo sabbia/argilla notevolmente inferiore, e da corpi sabbiosi molto più discontinui e "annegati" entro le argille di piana d'inondazione. I corpi sabbiosi sono anche spesso isolati tra loro, e la loro distribuzione è generalmente più irregolare e meno facilmente prevedibile, sono quindi rocce serbatoio di estensione più limitata, e sono più comuni le trappole di tipo stratigrafico o misto. La presenza di rocce di copertura efficienti è in genere un fattore meno critico, vista l'abbondanza di argille. I volumi di idrocarburi in gioco sono generalmente minori rispetto al tipo precedente.

## Rischio idrogeologico e ambientale
Le aree di pianura alluvionale sono sottoposte a rischio idrogeologico elevato, anche in considerazione dell'alta concentrazione di popolazione e di attività industriali e agricole.
- Il rischio di dissesto idrogeologico in questo tipo di ambiente riguarda soprattutto gli eventi alluvionali[128], che sono normalmente stagionali (le piene del Nilo sono un esempio tipico di regime stagionale in clima semiarido[129]). La magnitudine degli eventi di piena presenta una marcata ciclicità in relazione con i cicli climatici a breve e a lungo termine: la prevedibilità di eventi di piena eccezionali, che possono causare alluvionamenti, è definita come tempo di ritorno di un evento con data magnitudine (espressa come portata)[130].
- L'urbanizzazione ha come conseguenza da una parte l'impermeabilizzazione del territorio, che impedisce l'assorbimento delle precipitazioni da parte dei suoli e dei sedimenti e provoca lo scorrimento della maggior parte delle acque in superficie, dall'altra gli interventi di canalizzazione e rettificazione degli alvei fluviali[131], che possono amplificare le conseguenze degli episodi di piena fino a provocare eventi alluvionali[132]. Gli interventi a contrasto per questa problematica prevedono la laminazione delle portate di piena attraverso la creazione di aree golenali e bacini (o casse) di espansione che consentano la ritenzione in bacini appositi del volume di acqua in eccesso rispetto alla portata massima accettabile per il tratto di alveo di interesse, fino all'esaurimento dell'evento di piena[133].
- L'attività delle cave può interferire con la falda acquifera, causando problemi di inquinamento[134]. Se la cava intercetta la superficie piezometrica, soprattutto in un acquifero non confinato (falda freatica), gli inquinanti possono raggiungere immediatamente la falda, quindi la cava stessa diventa una fonte attiva di contaminazione. Anche se la falda acquifera non è intercettata dalla cava, la riduzione dello spessore di terreno aumenta la quantità di acqua che si può infiltrare nell'unità di tempo e, contemporaneamente, diminuisce l'effetto di filtrazione (e depurazione) da parte dei sedimenti, favorendo la contaminazione dell'acquifero sottostante.
- L'attività di emungimento delle falde acquifere e degli accumuli di idrocarburi (gas naturale e petrolio), può causare un aumento locale della subsidenza, con ripercussioni dirette sulla stabilità di edifici e impianti, e facilitando il ristagno delle acque superficiali. L'entità della subsidenza è tanto maggiore quanto la roccia serbatoio da cui avviene la produzione di fluidi è superficiale[135]. Questa problematica è diffusa anche in Italia, soprattutto nelle pianure costiere e in particolare nel delta del Po e sulla costa adriatica in seguito all'estrazione di idrocarburi e acque di giacimento e di falda da bassa profondità [N 27].
- L'intervento umano sull'idrografia (opere di canalizzazione e arginamento) ha ovviamente un impatto sul territorio, con la modificazione delle sue caratteristiche fisiografiche (in particolare la topografia e la pendenza). Il profilo degli alvei fluviali può risultarne alterato, e quindi il regime del flusso di corrente, con conseguenze sulla distribuzione delle aree sottoposte a erosione e sedimentazione. Ugualmente, l'attività estrattiva di sedimenti (sabbie e ghiaie) può modificare il profilo degli alvei fluviali, innescando fenomeni erosivi[136]. La rettificazione degli alvei, in particolare, porta a un aumento della velocità e della capacità erosiva della corrente, con accresciuto rischio di scalzamento per i piloni dei ponti e altri manufatti; inoltre, determinando alvei più profondi con corrente più veloce, riducono gli habitat disponibili e la biodiversità[137].
- L'antropizzazione delle sponde fluviali ha un costo elevato in termini di compromissione della vegetazione ripariale[138], con aumento dell'erosione e quindi dell'instabilità delle sponde stesse.
- La sottrazione di acqua ai fiumi per scopi agricoli può portare a una diminuzione della portata degli alvei fluviali e della velocità della corrente, con perdita della capacità di carico e aumento della sedimentazione[136]. In questo quadro, l'uso eccessivo di dighe per la captazione delle acque fluviali induce un forte aumento della sedimentazione nei bacini artificiali e viceversa, a valle, carenza d'acqua con restringimento dell'alveo e aumento dell'erosione[139] Un esempio di notevole impatto è dato dalle piane alluvionali dei fiumi Amu Darya e Syr Darya in Asia centrale, in cui l'eccessivo sfruttamento delle acque per fini agricoli ha portato a una drammatica diminuzione delle portate fluviali e al prosciugamento del bacino del lago d'Aral, innescando una vera e propria catastrofe ambientale[140].
- Come già ricordato, infine, lo sviluppo urbano, industriale e agricolo ha un impatto pesante sull'ambiente in termini di inquinamento (di tipo organico, chimico e da detriti solidi) e di degrado del territorio, soprattutto in assenza di una pianificazione territoriale accurata[110].

Schema di acquifero (falda acquifera) non confinato e confinato da livelli a bassa permeabilità. Sono rappresentate idealmente le linee e i tempi di flusso tra i punti di immissione (o di ricarica) e i punti di deflusso (emungimento) d'acqua per gli acquiferi successivi nel sottosuolo. Una cava potrebbe interessare (a seconda della profondità di scavo), solo l'acquifero non confinato o uno o più acquiferi confinati. In entrambi i casi, essa può costituire una fonte di contaminazione per gli acquiferi stessi, oltre a modificare significativamente le linee e i tempi di flusso delle acque sotterranee e a mettere in contatto tra loro acquiferi che diversamente sarebbero separati.
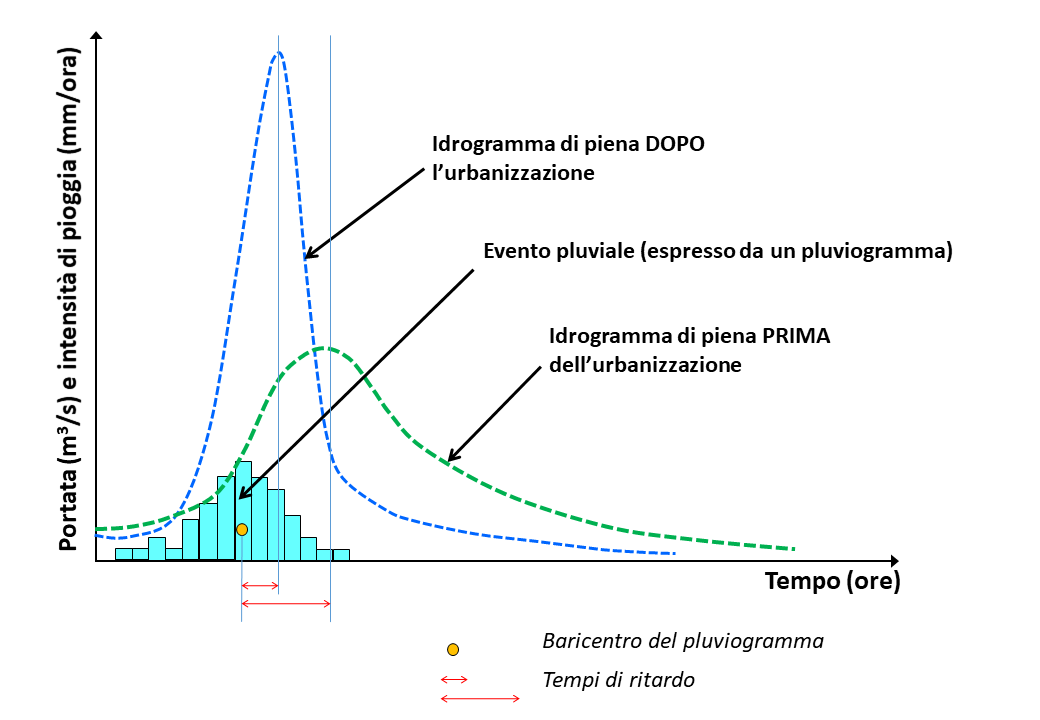
Esempio generale di idrogramma di piena relativo a una sezione di un corso d'acqua interessato da intensa urbanizzazione. Sono riportate le curve idrografiche storica (prima dell'intervento di urbanizzazione) e attuale (dopo l'intervento di urbanizzazione), e un pluviogramma (o ietogramma) di progetto (statisticamente rappresentativo di un evento di pioggia per quella sezione). Si vede che l'intervento di urbanizzazione ha portato a un aumento del picco di portata e a una maggiore concentrazione dell'evento di piena, oltre che a una drastica diminuzione del tempo di ritardo rispetto al massimo pluviometrico, con riduzione quindi del tempo di preavviso di un possibile evento catastrofico (da Booth e Bledsoe 2009; Andreotti, Zampetti et al. 2007, modificato).
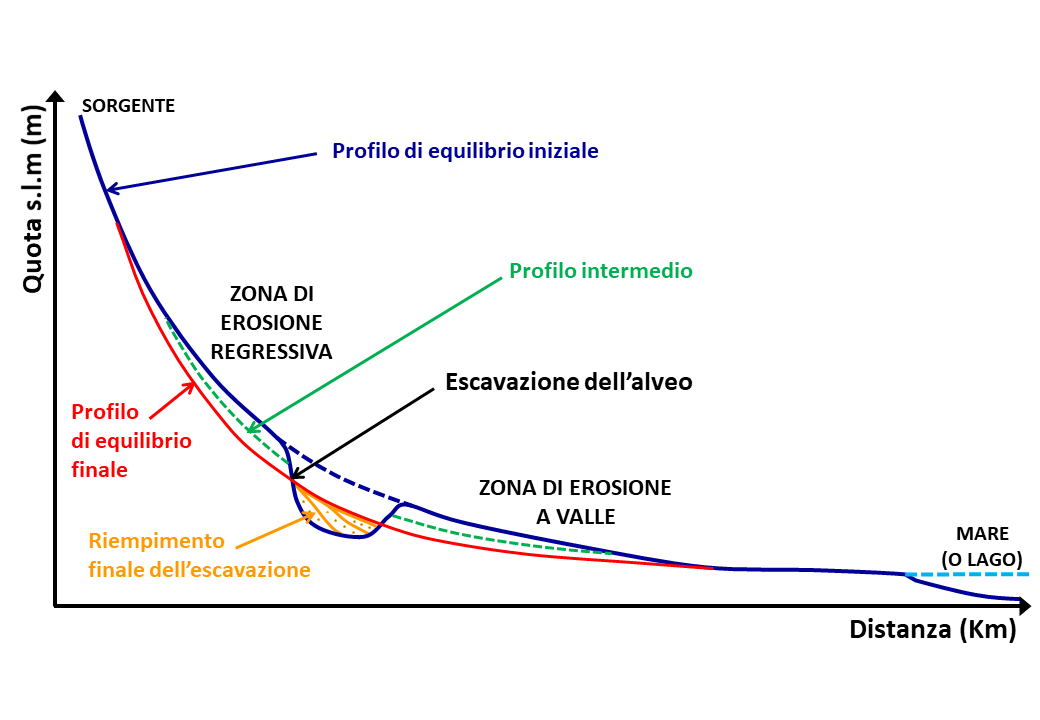
Schema generale che illustra gli effetti morfologici a monte e a valle di un intervento di escavazione in un alveo fluviale (per estrazione di inerti o per interventi di sistemazione fluviale). L'escavazione causa una modificazione nel profilo di equilibrio iniziale del corso d'acqua, che tende a compensare l'irregolarità erodendo a monte e a valle e infine colmando il vuoto corrispondente all'escavazione, fino a raggiungere un nuovo profilo di equilibrio. In pratica, operare un intervento di escavazione in un singolo punto del corso d'acqua significa causare problemi sia a monte sia a valle (se l'intervento non è frutto di pianificazione e progettazione appropriata). Da Andreotti, Zampetti et al. 2007, Fig. 2.6, (modificato).
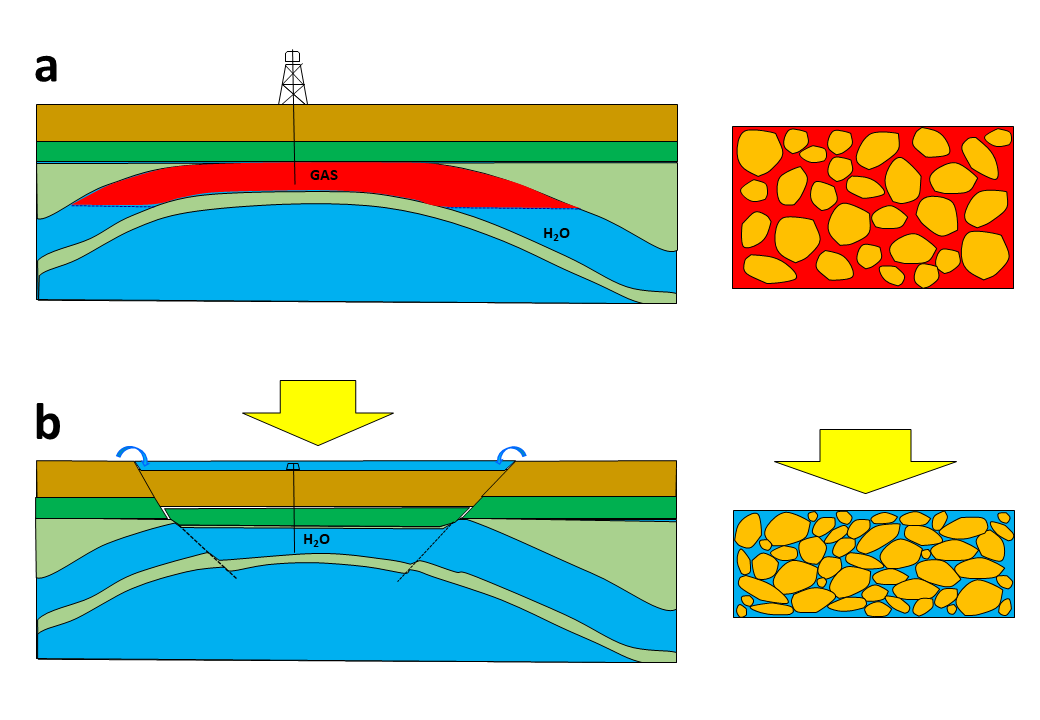
Subsidenza dovuta alla produzione di idrocarburi dal sottosuolo. Nello schema è indicato, a titolo esemplificativo, un accumulo di gas naturale entro una struttura tettonica ad anticlinale; nell'esempio, la roccia serbatoio è una sabbia. a) Prima dell'inizio della produzione, nella roccia serbatoio i granuli del sedimento sono sostenuti dalla pressione del fluido di giacimento (gas). b) Con il progredire della produzione di gas (qui è rappresentata per semplicità solo la fase finale in cui tutto il gas è stato prodotto), la pressione diminuisce drasticamente e i granuli, non più sostenuti dalla pressione di giacimento e sotto la spinta dei sedimenti soprastanti, si dispongono secondo una nuova configurazione più compatta. Inoltre, parte dei sedimenti (i granuli più fini) può fuoriuscire insieme all'idrocarburo. Tutto questo ha come effetto la diminuzione del volume occupato dai sedimenti della roccia serbatoio e l'aumento locale della subsidenza, che si propaga ai livelli soprastanti il giacimento. Le conseguenze possono essere problemi strutturali a carico di edifici e impianti e l'allagamento dell'area interessata per opera delle acque superficiali (anche marine se il giacimento è prossimo alla costa).
Un qualunque oggetto immerso in una corrente fluviale con un significativo battente d'acqua, dà origine dal punto di vista idrodinamico a un vortice di ritorno sul lato sottocorrente dell'oggetto, che scava nel sedimento di fondo una nicchia a ridosso dell'ostacolo provocandone prima o poi lo scalzamento. Questo fenomeno avviene anche per briglie, piloni di ponti e altri manufatti.
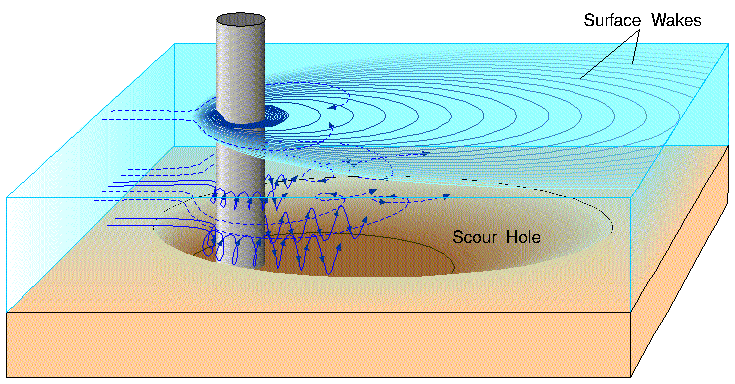
Creazione di una nicchia locale (scour) in un alveo fluviale per opera della corrente. Le linee di flusso della corrente si dispongono in profondità secondo traiettorie vorticose (di tipo turbolento) che determinano una sovraescavazione dell'alveo e, nel tempo, lo scalzamento del pilone stesso. Questi fenomeni sono amplificati da interventi di canalizzazione e rettificazione dell'alveo. Interventi a difesa dei manufatti sono costituiti generalmente da briglie a valle del ponte, per ridurre la velocità della corrente e quindi l'erosione, e rinforzo dei piloni stessi (come ad esempio le gabbionate). Interventi più risolutivi sono allargamento e correzione della sezione dell'alveo.
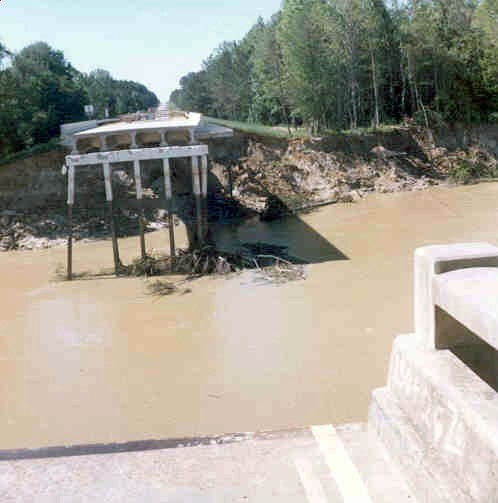
Esempio di crollo di un ponte (bacino del Mississippi, 1974) determinato da scalzamento dei piloni per opera di una piena
Cava di calcare abbandonata in Estonia, invasa dalle acque meteoriche e di falda. Simili strutture costituiscono una via di comunicazione diretta con la falda acquifera e una potenziale fonte di contaminazione della stessa. La cava era annessa a una prigione per dissidenti condannati ai lavori forzati, ora dismessa.
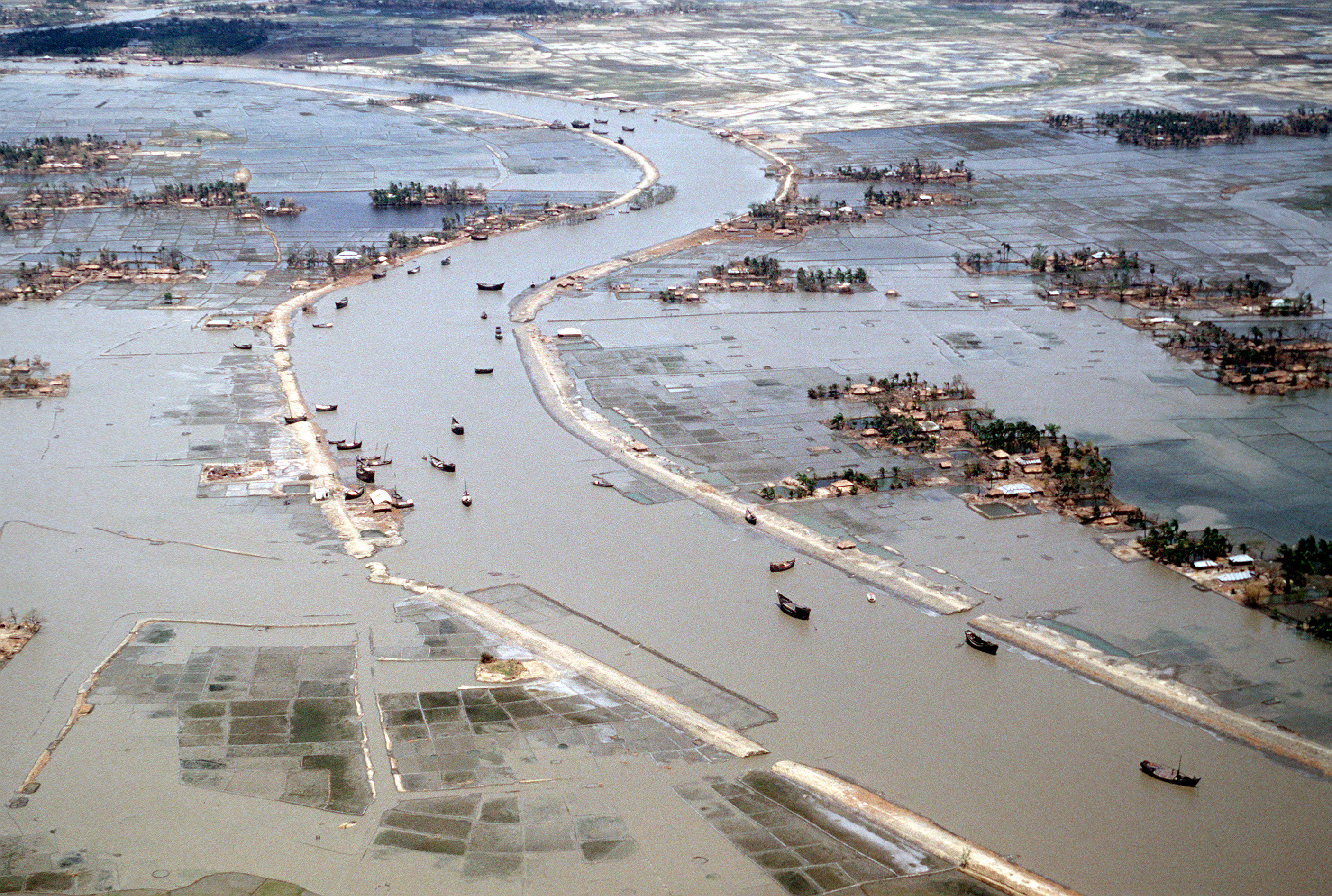
Inondazione conseguente al passaggio di un ciclone tropicale (Bangladesh, 1991)
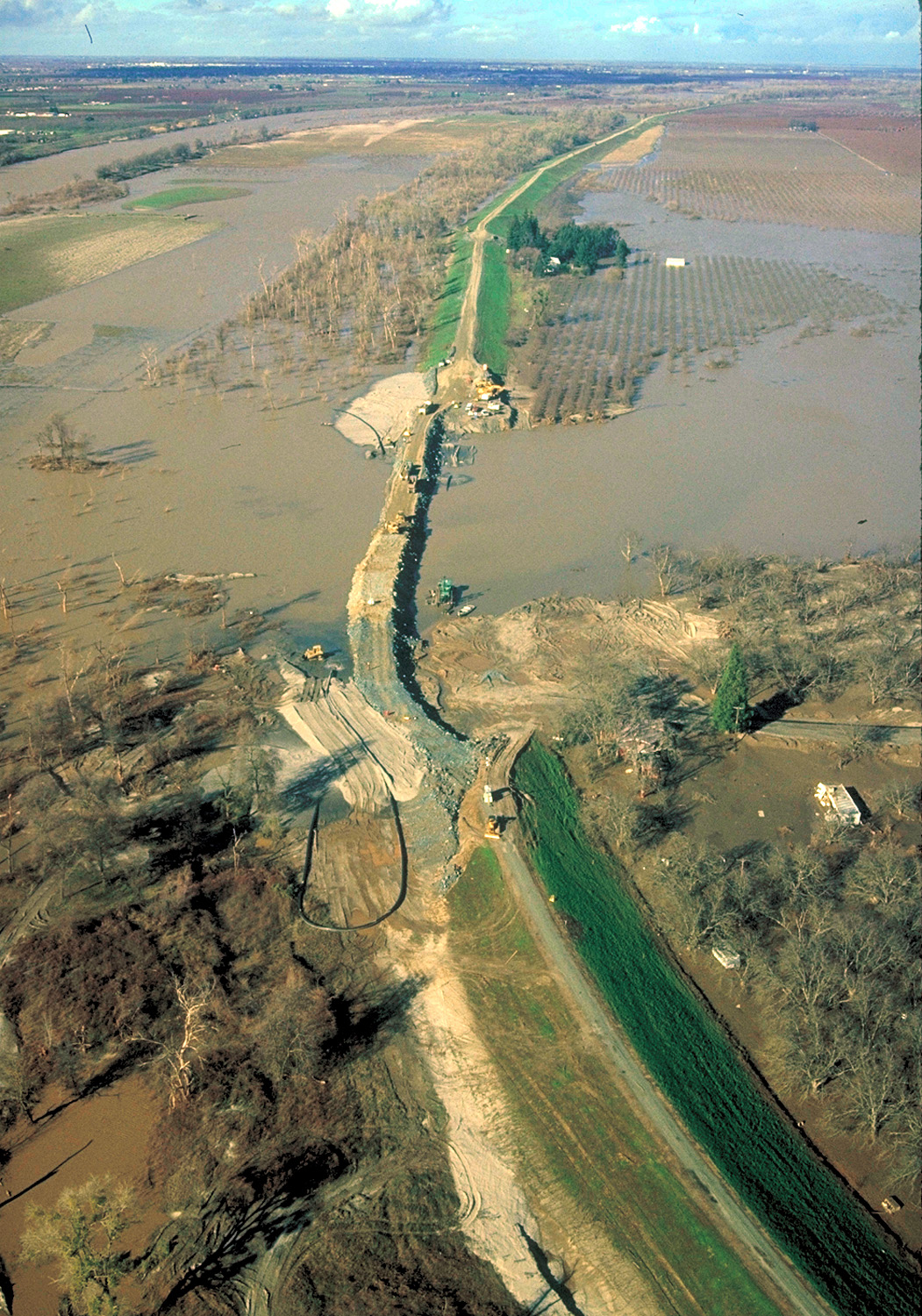
Rotta di un argine fluviale nel bacino del fiume Sacramento, California, USA
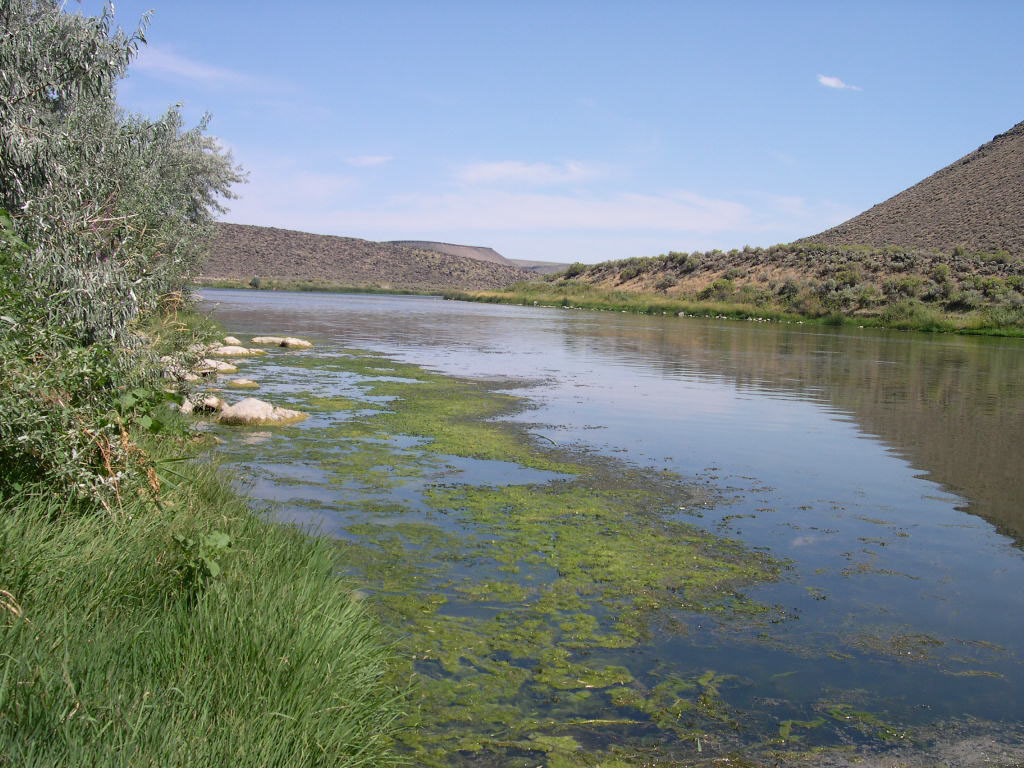
Proliferazione incontrollata di alghe dovuta a inquinamento di natura organica (fertilizzanti agricoli). Questi bloom algali hanno spesso provocato morie di massa di pesci (Snake River, Idaho, USA).
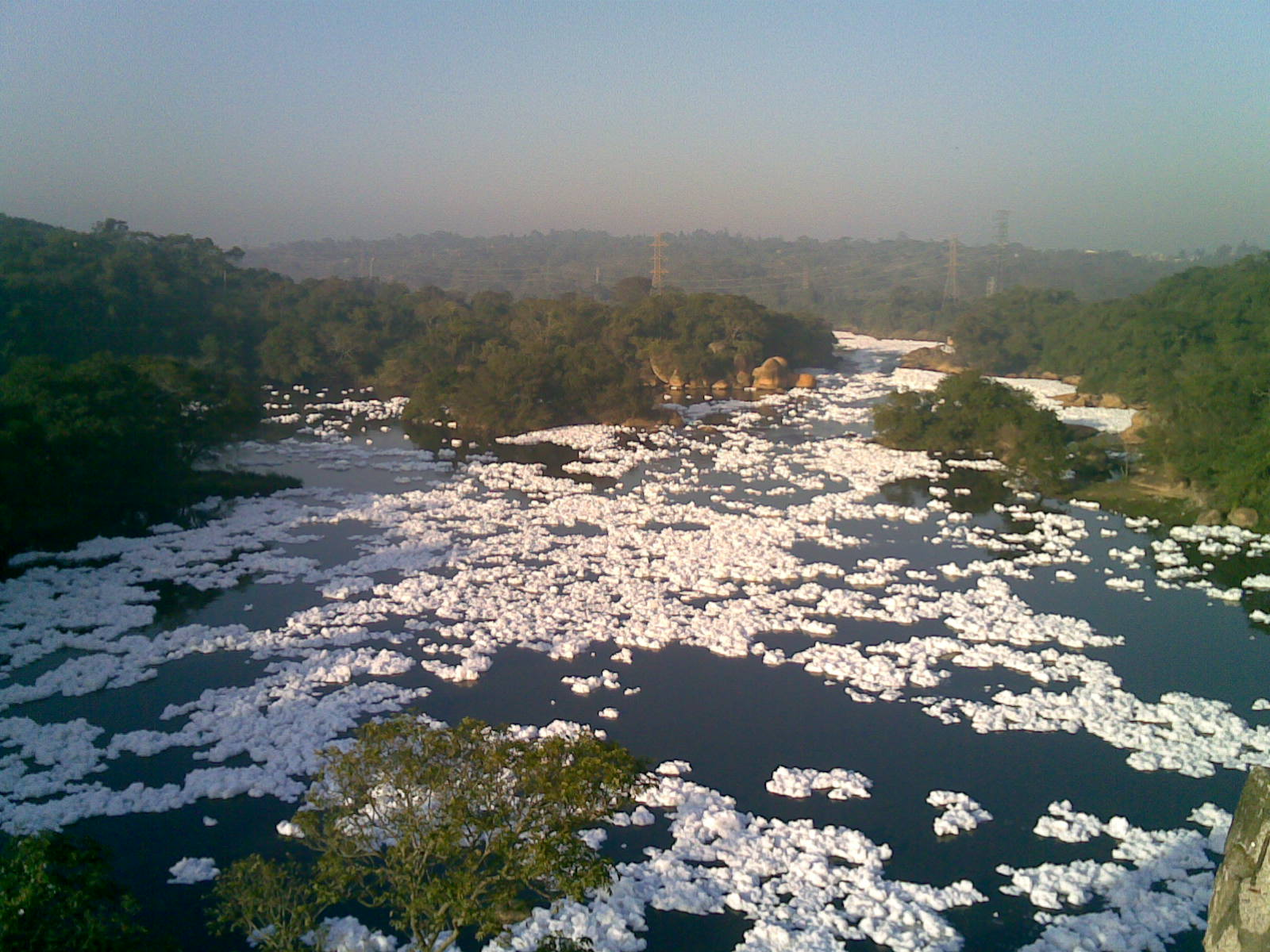
Inquinamento di natura chimica (scarichi industriali incontrollati). Fiume Tietê, San Paolo (Brasile).
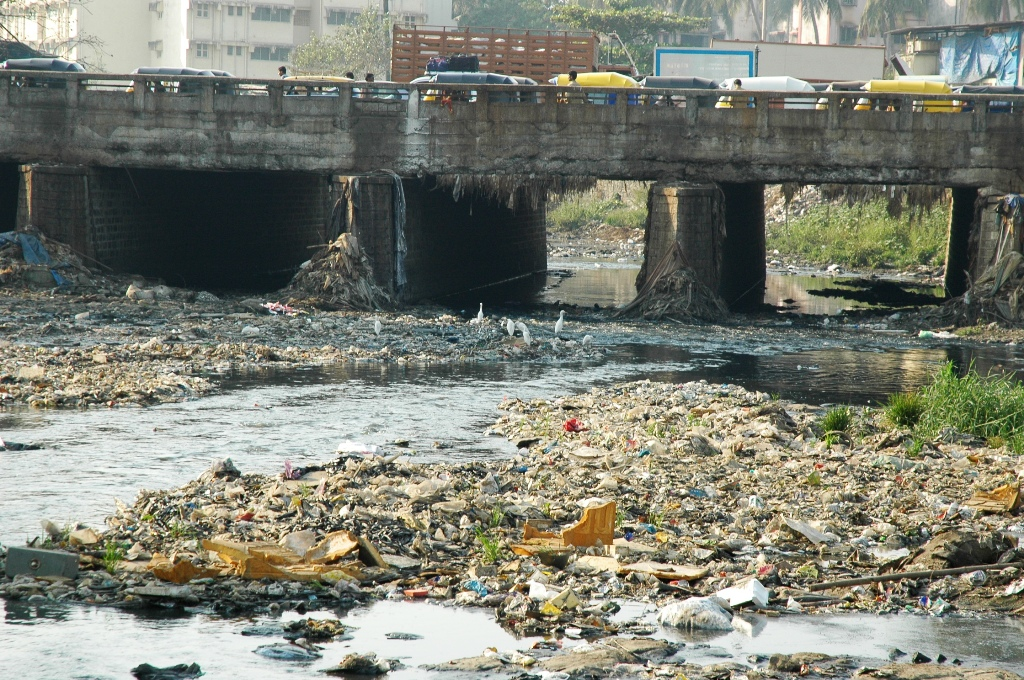
Inquinamento da scarico incontrollato di rifiuti urbani in un corso d'acqua. Mumbai, India. Questo tipo di inquinamento può essere così pervasivo da provocare ostruzioni nell'alveo, con conseguenze sul regime stesso del corso d'acqua.
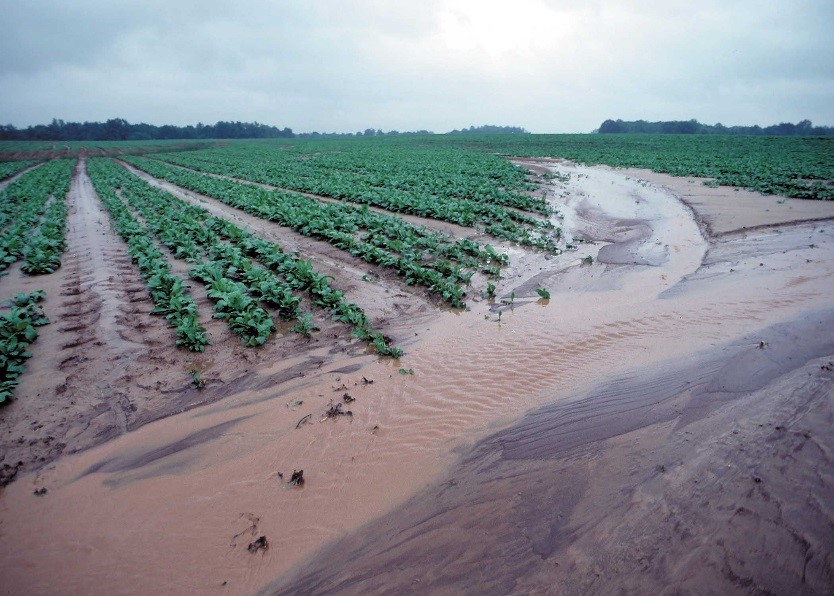
Asportazione massiva di suolo dai campi da parte di precipitazioni molto intense (Iowa, USA). L'agricoltura intensiva e la mancanza di strutture di drenaggio a protezione dei campi possono portare a un aumento dell'erosione per dilavamento. Il risultato è l'asportazione della parte superficiale più fertile del suolo, che si impoverisce, e la messa in circolazione nelle acque di inquinanti (fertilizzanti, antiparassitari), con aumento dell'inquinamento. Inoltre, questo si traduce a valle in un aumento del carico di sedimento portato dai corsi d'acqua e dei fenomeni di deposizione che possono dare luogo a restringimenti e ostruzioni degli alvei fluviali, e quindi ad aumento del rischio di inondazione.
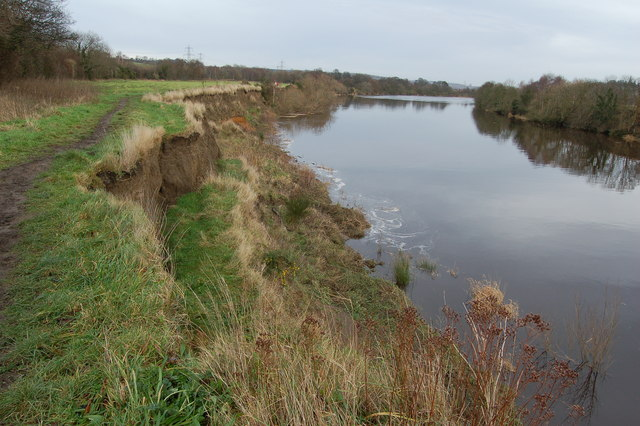
Erosione di sponda fluviale (Newburn, Inghilterra). I fenomeni erosivi sono naturali e inevitabili in questo ambiente e in generale in natura, e possono solo essere contenuti nei loro effetti più devastanti con una oculata gestione del territorio.

### Esplicative
1. ↑  Sedimenti composti di frammenti (clasti) di rocce preesistenti. Vedi anche rocce sedimentarie clastiche.
2. ↑  In alcuni casi, tuttavia, le pianure alluvionali possono essere adiacenti od occupare bacini endoreici, privi di sbocco al mare.
3. ↑  Il gradiente topografico esprime la variazione dell'altitudine rispetto a una determinata direzione. Nelle carte topografiche il gradiente è sempre perpendicolare alle curve altimetriche ed esprime la massima pendenza locale del suolo.
4. ↑  Lo spessore dello strato a bassa velocità a contatto con il fondale è esagerato per esigenze di chiarezza dello schema.
5. ↑  Il profilo verticale misurato dal fondale alla superficie dell'acqua.
6. ↑  Approssimando le condizioni di flusso a un flusso ideale di tipo laminare, la velocità di caduta delle particelle dipende (oltre che dall'accelerazione di gravità, anche dalla densità e viscosità del fluido e dalla densità delle particelle stesse) anche dal diametro delle particelle medesime; intuitivamente: considerando costanti le condizioni di gravità e del fluido, per ogni diametro delle particelle si avrà una velocità critica al di sotto della quale la particella precipita. Vedi sedimentazione libera. In realtà le condizioni di flusso sono generalmente turbolente, quindi si ha un'interazione tra le particelle che rende molto più complesso il calcolo della velocità di caduta; tuttavia la selezione delle particelle per diametro lungo la verticale è sostanzialmente rispettata, come deriva dall'osservazione sperimentale.
7. ↑  La dimensione media o mediana è influenzata dal carico totale, ed è un buon indice descrittivo del sedimento, ma non permette di esprimere la competenza reale della paleocorrente.
8. ↑  Nei canali del tipo intrecciato, le barre fluviali tendono a migrare nella direzione della corrente, che coincide con la direzione di massima pendenza regionale. Invece, nei sistemi meandriformi le barre di meandro si sviluppano parallelamente al tracciato del meandro stesso e migrano trasversalmente alla direzione della pendenza regionale. I canali di tipo sinuoso (intermedi tra il tipo intrecciato e il tipo meandriforme), sono caratterizzati da barre fluviali e da incipienti barre di meandro.
9. ↑  Attivi in quanto sono i vettori dei sedimenti, la sede dei processi fisici a più alta energia e tendono a migrare lateralmente incidendo l'alluvium più antico.
10. ↑  Tutti questi elementi sono legati geneticamente tra loro: le barre fanno parte dei canali e gli argini naturali sono costruiti dai canali stessi.
11. ↑  Questa terminologia, informale anche se ormai largamente invalsa nell'uso perché immediata e didattica, corrisponde ai termini anglosassoni upland e lowland.
12. ↑  Nella terminologia tecnica di dettaglio si distinguono, secondo la morfologia: barre longitudinali, con asse maggiore allungato nella direzione del canale; barre trasversali, con asse maggiore allungato trasversalmente al canale, e barre linguoidi, barre tendenzialmente trasversali, semilunate, con apice volto nel verso della corrente.
13. ↑  La scala verticale è esagerata rispetto a quella orizzontale (circa 2:1) per mostrare meglio i dettagli.
14. ↑  Le piante idrofile vivono parzialmente o totalmente immerse nell'acqua, come ad esempio le ninfee o il ceratofillo.
15. ↑  La turbolenza del flusso ne aumenta la capacità erosiva, che è fondamentale per l'escavazione di canali di tipo fluviale.
16. ↑  Ciò che cambia è la natura del fluido: acqua solo nel caso della Terra e, con ogni probabilità, di Marte, mentre negli altri casi si tratta di agenti allo stato liquido che comunque consentono processi erosivi e di accumulo simili.
17. ↑  Punto sul diagramma di fase pressione-temperatura che rappresenta la coesistenza delle tre fasi dell'acqua: solida, liquida e gassosa.
18. ↑  Determinata dalla sonda mediante un penetrometro.
19. ↑  Verosimilmente in forme compatibili con la temperatura di -180 °C della superficie di Titano.
20. ↑  La superficie di Venere presenta pochi crateri da impatto meteoritico (similmente alla Terra), e questa particolarità è ritenuta generalmente una prova del fatto che la superficie stessa è piuttosto giovane dal punto di vista geologico e in continua trasformazione per opera della tettonica.
21. ↑  Lave ultramafiche derivate dal mantello, a composizione magnesiaca, molto povere in silice, potassio e alluminio, che sulla Terra sono sostanzialmente ristrette all'Archeano (con pochi termini conosciuti nel Proterozoico e nel Fanerozoico), probabilmente relazionate con una temperatura del mantello terrestre più alta dell'attuale.
22. ↑  Molto più fluidi dei tipi di basalti conosciuti sulla Terra. Vedi anche Mari di basalto.
23. ↑  Si pensi all'enorme importanza che i rifornimenti di cereali provenienti dalla valle del Nilo ebbero per Roma antica in età imperiale (I-V secolo).
24. ↑  Il concetto di agricoltura è qui inteso nel senso più ampio, comprendente anche l'allevamento del bestiame (che comunque impiega le risorse vegetali del territorio).
25. ↑  Convenzionalmente, si parla di minerali pesanti per minerali con peso specifico superiore a 2,85 g/cm³. Immersi nel bromoformio questi minerali vanno a fondo, permettendone la separazione da specie mineralogiche più leggere (ad esempio mica e feldspato).
26. ↑  La materia organica originata da processi biologici può essere di origine sia continentale sia marina. La materia organica di origine continentale contiene prevalentemente materiale legnoso, erbaceo e humico, povero di lipidi, che tende a dare più facilmente origine a gas naturale e carbone, mentre la materia organica di origine marina o mista (principalmente da alghe, cianobatteri, resine e cuticole di piante terrestri) origina sia petrolio sia gas naturale. Gli idrocarburi e il carbone si formano dalla trasformazione post-seppellimento della materia organica, il cosiddetto cherogene. Il cherogene di tipo III è quello che si origina più frequentemente nell'ambiente di piana alluvionale.

### Bibliografiche
1. ↑  Mandal, Uyanga e Prasad Hanuman.
2. 1 2  Selley, pp. 63-66.
3. ↑  Nichols, pp. 129-131.
4. 1 2 3 4  Nichols, p. 129.
5. 1 2 3  Ricci Lucchi (1980b), pp. 50-51.
6. ↑  Ricci Lucchi (1980a), pp. 23-24.
7. ↑  Ricci Lucchi (1980b), p. 50.
8. 1 2  Nichols, p. 46.
9. ↑  Ricci Lucchi (1980a), p. 24.
10. 1 2  Ricci Lucchi (1980b), p. 51.
11. ↑  Ricci Lucchi (1980a), p. 27.
12. ↑  Ricci Lucchi (1980b), pp. 52-54.
13. ↑  Per le strutture vedi Ricci Lucchi (1970).
14. ↑  Gilbert.
15. ↑  Ricci Lucchi (1980b), pp. 54-76.
16. 1 2  Ricci Lucchi (1980b), p. 45.
17. ↑  Ricci Lucchi (1980b), pp. 49-54.
18. ↑  Rinaldi et al. (2014), p. 3, Fig.1.2; p. 44, Tab. 4.1; p.67, Tab. 4.4.
19. ↑  Panizza, pp. 469-470.
20. ↑  Nichols, pp. 95-98.
21. ↑  Ricci Lucchi (1980b), pp. 45-46.
22. ↑  Ricci Lucchi (1980b), p. 56.
23. ↑  Nichols, pp. 131-132.
24. ↑  Ricci Lucchi (1980b), pp. 46-60.
25. 1 2  Nichols, pp. 131-134.
26. ↑  Ricci Lucchi (1980b), pp. 54-59.
27. ↑  Ricci Lucchi (1980b), pp. 76-88.
28. ↑  Nichols, p. 138.
29. ↑  Ricci Lucchi (1980b), pp. 60-70.
30. ↑  Ricci Lucchi (1980b), pp. 61-65; figg. 28-30.
31. ↑  Nichols, pp. 134-137.
32. ↑  Ricci Lucchi (1980b), pp. 64-67.
33. ↑  Ricci Lucchi (1980b), p. 120.
34. ↑  Per l'Italia vedi Fenoglio e Bo, p. 5.
35. ↑  Fenoglio e Bo,  pp. 43-49.
36. ↑  Fenoglio e Bo, pp. 51-52.
37. ↑  Fenoglio e Bo, pp. 53-60.
38. ↑  Fenoglio e Bo, pp. 60-77.
39. ↑  Fenoglio e Bo, pp. 78-83.
40. ↑  Fenoglio e Bo, p. 109.
41. ↑  Fenoglio e Bo, p. 123.
42. ↑  Ricci Lucchi (1980b), p. 47; fig. 15.
43. ↑  Ricci Lucchi (1980b), pp. 60-66; fig. 30.
44. ↑  Fenoglio e Bo, pp. 107-109.
45. ↑  Ricci Lucchi (1980b), p. 67.
46. ↑  Fenoglio e Bo, pp. 109-110.
47. ↑  Fenoglio e Bo, p. 152.
48. ↑  Ricci Lucchi (1980b), p. 63.
49. ↑  Fenoglio e Bo, pp. 110-113.
50. ↑  Fenoglio e Bo, p. 10.
51. ↑  Fenoglio e Bo, p. 110.
52. ↑  Fenoglio e Bo, p. 111.
53. ↑  Lowe.
54. 1 2  Srinivasan e Ojakangas.
55. ↑  Benton e Harper, p. 482.
56. ↑  Benton e Harper, pp. 484-501.
57. ↑  Benton e Harper, pp. 380-381; pp. 442-447.
58. ↑  Benton e Harper, pp. 448-450.
59. ↑  Benton e Harper, cap. 17.
60. ↑  Benton e Harper, p. 470.
61. ↑  Assereto e Casati.
62. ↑  Koch.
63. ↑  Assereto e Casati (1965).
64. ↑  Garzanti (1985).
65. ↑  Kargel.
66. ↑  Salese et al., pp. 2-3.
67. 1 2  Grotzinger et al. (2013).
68. 1 2 3 4  Komatsu e Baker.
69. 1 2  Kereszturi.
70. 1 2  Bray et al.
71. ↑  Hurwitz et al.
72. ↑  Schenk e Williams.
73. ↑  Bhattacharya.
74. ↑  Carr, pp. 2197-2208.
75. ↑  Salese et al., pp. 2-3; fig. 2-3.
76. 1 2  Edgar et al.
77. ↑  Carr, pp. 2193-2195.
78. ↑  Carr, pp. 2194-2195.
79. ↑  Read, Peter e Lewis.
80. ↑  Tang, Chen e Huang.
81. ↑  Grotzinger et al. (2015).
82. ↑  Edgar et al., pp. 114-116.
83. ↑  Edgar et al., p. 113, fig. 15.
84. ↑  Hörst, p. 433.
85. ↑  Hörst, p. 433 e bibliografia.
86. ↑  Grotzinger et al. (2013), pp. 461-464.
87. ↑  Grotzinger et al. (2013), p. 461.
88. ↑  Hörst, pp. 464-466.
89. ↑  Ricci Lucchi (1980a), pp. 127-131.
90. ↑  Ricci Lucchi (1970), tav.96.
91. ↑  Hargitai, p. 503, fig. 3.
92. ↑  Hargitai, p. 504.
93. ↑  Grotzinger et al. (2013), p. 440; p. 444.
94. ↑  Grotzinger et al. (2013), p. 448; p. 450.
95. ↑  Grotzinger et al. (2013), p. 444.
96. ↑  Grotzinger et al. (2013), p. 450.
97. ↑  Williams-Jones e Stix.
98. 1 2  Kargel, Komatsu et al.
99. ↑  (EN) J. S. Kargel, An Alluvial Depositional Analog for Some Volcanic Plains on Venus, in 25th Lunar and Planetary Science Conference, 14-18 marzo 1994,  p. 667. URL consultato il 23 dicembre 2020.
100. 1 2 3  Leverington.
101. ↑  Williams et al.
102. ↑  Wilhelms.
103. 1 2 3 4  Beràstegui e de Gans, p. 8.
104. ↑  Trigger, cap. 6, pp. 92-118.
105. ↑  Gisotti (2016), pp. 5-7.
106. ↑  Butzer, pp. 45-67.
107. 1 2  Wittfogel.
108. ↑  Holt.
109. ↑  Grigg, pp. 89-95.
110. 1 2  Booth e Bledsoe, pp. 93-123.
111. ↑  van Velthuizen, pp. 7-13.
112. ↑  Beràstegui e de Gans, pp. 21-27.
113. 1 2 3  Ricci Lucchi (1980b), p. 89.
114. ↑  Baio et al. (2009), pp. 9-11.
115. ↑  Selley, pp. 66-71.
116. ↑  Desio, p. 966.
117. ↑  De Wit.
118. ↑  India Geological Survey IGS, p.22, 124.
119. ↑  Svisero et al.
120. ↑  Selley, pp. 69-70.
121. ↑  Dahlkamp.
122. ↑  Ricci Lucchi (1980b), p. 67; p. 89.
123. ↑  Ricci Lucchi (1980b), pp. 53; p.89.
124. ↑  Fielding.
125. ↑  Rahmani e Flores.
126. ↑   Geological characteristics of hydrocarbon reservoirs (PDF), su treccani.it. URL consultato il 9 dicembre 2020 (archiviato il 19 agosto 2019).
127. ↑  Per una trattazione esauriente vedi Selley, cap. 2, pp. 66-71.
128. ↑  Trigila, Iadanza et al., pp. 27-44.
129. ↑  Butzer, pp. 44-49.
130. ↑  Andreotti, Zampetti et al. (2007), p. 11.
131. ↑  Fenoglio e Bo (2009), p.163, Fig.7.6.
132. ↑  Andreotti, Zampetti et al. (2007), p.38, Fig. 5.1.
133. ↑  Booth e Bledsoe, pp. 107-110, fig. 6.6b.
134. ↑  Gisotti (2013), cap. 4.
135. ↑  Beràstegui e de Gans, pp. 10-12.
136. 1 2  Andreotti, Zampetti et al. (2007), pp. 6-7.
137. ↑  Fenoglio e Bo (2009),  p.163, Fig.7.6.
138. ↑  Fenoglio e Bo (2009), p. 112.
139. ↑  Rakhmatullaev et al. (2013),  pp. 3-4.
140. ↑  Rakhmatullaev et al. (2013).